# Suica

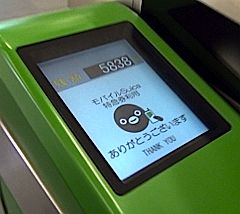
改札通過時の自動改札機の画面

Suica（スイカ）は、東日本旅客鉄道（JR東日本）・東京臨海高速鉄道が発行する、サイバネ規格準拠のIC乗車カード。後者は「りんかいSuica」の名称で発行。
かつては東京モノレールでも「モノレールSuica」の名称で発行されていた。

## 概要

「タッチ&ゴー」の動き

2001年に導入開始。ソニーの非接触型ICカードFeliCaの技術を用いた乗車カード・電子マネーで、プリペイド方式の乗車券の機能をはじめ、定期券、駅売店等全国の交通系ICカード対応商店での支払いに使えるSuica電子マネーの機能を併せ持つ。JR東日本の規約においては「ICチップを内蔵するカード等に記録された金銭的価値等」と定義されている。ソニーの非接触型ICカードFeliCaの技術を用いた交通系ICカードの先駆けであり、その後ICOCA（JR西日本）やPASMO（関東私鉄）といったJR他社や大手私鉄を中心として全国でFelicaの技術を用いた交通系ICカードが拡大導入されていった。2013年には交通系ICカード全国相互利用サービスを開始し、定期券を除く乗車券機能や電子マネーが全国の対応する交通機関・店舗で利用可能となった。
かつてJRグループでは、自動券売機で乗車券などの購入に使用できる磁気式プリペイドカードのオレンジカードを発売していた。またJR東日本ではオレンジカードに加え、カードを直接自動改札機に投入して運賃精算に使用できる磁気式プリペイド乗車カード（ストアードフェアシステム）のイオカードのサービスを1991年から首都圏で実施していたが、これに替わるシステムとして2001年からJR東日本管内のエリアで順次導入されたものである。2021年時点での発行枚数は約8,700万枚にのぼる。2006年にはモバイルSuicaを導入し、2016年にはiOS（iPhone）向けのApple Pay、2018年にはAndroid向けのGoogle Payにも対応した（モバイルSuica発行枚数は2023年時点で2,000万枚にもなる）。2024年6月時点での発行枚数は約1億557万枚にも及び、交通系ICカードの中では最多である。

### 名称とロゴ
「Suica」の名称はJR東日本の登録商標（登録番号第4430532号）。名称の「Suica」は「Super Urban  Intelligent CArd（スーパー・アーバン・インテリジェント・カード）」に由来し（頭字語）、同時に「スイスイ行けるICカード」の意味も持たせている。
また、親しみやすくするため果実のスイカと語呂合わせし（バクロニム）、カード表面の緑色のデザインもスイカ風としている。ロゴマークも、JR東日本のイメージカラーである緑と線路（旧国鉄路線を表す地図記号）でスイカを表現している。ロゴマークでは「ic」の部分が反転表記されており、ICカードであることをアピールしている。

イメージキャラクターはペンギンで、イラストレーターのさかざきちはるがデザインした。
Suicaカードの裏面右下には「JE」で始まる17桁の英数字が記載されているが、この「JE」はJR東日本の英語表記「JR East」から採られた。モバイルSuica（詳細は後述）にも、この「JE」で始まる個別の番号が振り分けられている。

### FeliCa
技術的には、ソニーが開発した非接触型ICカード技術である「FeliCa」を採用している。非接触型のため、パスケースや鞄などから取り出す必要はなく、パスケースごとタッチしても利用できる。なお、読み取り可能範囲が半径10cm程度あるので空中を通しても利用可能な場合があるが、Suicaと改札機との通信時間を確保するため、Suicaやパスケースなどを読み取り機に（かざすのではなく）タッチさせて改札機を通過する使い方、すなわち「タッチ&ゴー」をJR東日本では推奨している。カードを機械に反応させる方法が人によって様々であることは実験段階から判明していたため、その統一を目指す方法として導入当初は「タッチ&ゴー」のキャッチフレーズを宣伝で使用し、正しい使い方の定着を図った。
FeliCaはすべて13.56MHz帯の周波数の無線を使用して通信・発電するため、通信可能圏内にある複数のFeliCaが通信可能となる。アンチコリジョンに対応していれば複数枚のカードを重ねても干渉しないとされており、本カードは対応しているが、電子マネーカードの「Edy」（現：楽天Edy）は非対応で、本カードとEdyを重ねて使用しようとすると相互に干渉することがある。さらに、複数枚のFeliCaが読み取り機からの電波を奪い合い、通信に必要なエネルギーを供給できずにエラーを起こしてしまうことがある。また、IC運転免許証とも相互干渉を起こし、エラーとなる場合もある。

### 交通系ICカードの相互利用
当初はJR東日本の首都圏エリアでのみ利用可能であったが、2007年3月18日から「PASMO」との相互利用が開始され、その後、利用可能区間の拡大並びに日本各地のICカードとの相互利用の開始が行われた。
2013年3月23日には全国10種類の交通系ICカードの相互利用サービスが開始され、PASMO・Kitaca・TOICA・manaca・ICOCA・PiTaPa・SUGOCA・nimoca・はやかけんとの間で相互利用が可能となった。相互利用エリアは北海道から九州地方まで日本の広範囲に広がり、前掲のICカードをどれか1種類所有していれば、相互利用サービスを実施している各社局の鉄道・バスに乗車することができる（ただし相互利用カードのエリア内であってもシステムの都合上、一部利用できない鉄道・バス事業者がある）。
このうちPiTaPaを除く9種類については、電子マネー機能の相互利用サービスも行われている。なおPiTaPaは法律上クレジットカードに準ずる扱いで、加えて相互利用開始時までにシステムの改修が間に合わないため、電子マネー機能の相互利用は当分の間実施されない（詳細は後述）。

## 取扱事業者一覧
Suicaのサービスエリアについては下記の利用可能エリアを参照。発行3社のSuicaは基本的な機能に変わりはないが、カード・定期券の発売や払い戻しはそれぞれの発行事業者でのみ行う。発行をしない発売事業者については自社でカード・Suica定期券の発売はせず、一部でJR東日本発行のSuicaを発売する。紛失・盗難時の取り扱いにも制限があったり取り扱いのない場合もある。発売しない事業者では導入（チャージ等の取扱）のみ。

### 発行事業者
ストアードフェア（SF）部分はJR東日本が発行。
- 東日本旅客鉄道（JR東日本）
- 東京臨海高速鉄道 - りんかいSuica

### JR東日本発行のカードを発売する事業者
- 富士山麓電気鉄道[PR 6]
分社化前の富士急行では、2020年10月の富士急モビリティ分社化までバス事業においてはPASMOに加盟しており、唯一のSuica・PASMO両加盟だった。
- 東京モノレール
当初独自の「モノレールSuica」を発行する発行事業者であったが、無記名式モノレールSuicaは2023年6月7日[PR 7][PR 8]、記名式モノレールSuicaは同年8月1日[PR 9][PR 8][注 2]、モノレールSuica定期券は2025年3月14日でそれぞれ発行終了[PR 8]。翌15日より新規および継続購入の際は、JR東日本発行のSuicaに切り替えての発行に変更となった[PR 10]。

### 自社では発売しない事業者
- 埼玉新都市交通
- 伊豆急行[注 3]
- 仙台空港鉄道
- 沖縄都市モノレール
別途OKICAを導入済み。他のSuicaエリアには接しておらず、同社に限らず沖縄本島ではSuicaカードの入手もできない。他のOKICAエリアの片乗入も行っていない。
- ジェイアールバス関東
- ジェイアールバス東北
上記2社は別途スマートフォンアプリによるスマホ定期券を導入。一部支店（東北は、青森・盛岡・二戸。関東は、白河・宇都宮）では、地域連携ICカードを販売または、サービス（発行・発売は、現地の別バス会社）をするところもある。
- ジェイアールバステック
- のざわ温泉交通

## 種類

### Suicaカード
カードの呼称と色は発行各社によって異なる。基本的に銀色の地にSuicaのロゴが入ったデザインである。JR東日本発行のカードは黄緑色、東京臨海高速鉄道は水色、東京モノレールの旧デザインカードは橙色のアクセントが入ったカードである。
JR東日本では、2008年（平成20年）11月からペンギンの絵柄と電子マネー対応マークの位置を変更した。モノレールSuicaは2009年（平成21年）4月6日からデザインを一新し、銀地に緑の絵（擬人化したモノレール）が描かれた新デザインのSuicaカードに変更した。りんかいSuicaは2010年（平成22年）10月8日から電子マネー対応マークの位置を右上に変更し、右下にりんかるの絵柄が入ったデザインに変更した。いずれも、電子マネー対応マークの下に、緑色の丸が2個付いている。
Suicaのカードには以下の種類がある。
Suicaカード（無記名式）
氏名などの個人情報は登録しないで、鉄道乗車時の運賃精算やSuica電子マネー加盟店舗での商品代金の支払いに利用できる。大人用のみ発売している。小児も利用することができるが、運賃がすべて大人用として扱われるため、下記の小児用My Suicaが別に設けられている。なお、デザイン面が通常と異なる記念カードについてはSuica・PASMO相互利用記念Suicaカードを除いて、リライト機能のない無記名専用カードで発行している。
半導体不足により2023年6月8日の初電より原則として販売休止し、2024年9月1日より青森県・秋田県・岩手県・山形県の各エリアでも販売休止していたが、2025年3月1日より販売再開。
My Suica（記名式）
購入時に氏名（カタカナ）、生年月日、電話番号などの個人情報を登録するSuicaで、Suicaカードの表面に氏名がカタカナで印字されており、その本人以外は使用できない。個人情報を登録することにより、万一の紛失時に使用停止措置と残高を保証した再発行が有償で受けられる。大人用のほか、小児運賃を差し引くこども用My Suicaがある。既に小児用の他社発行のSuicaやPASMOを所持している場合は購入できない。
半導体不足により2023年8月2日より原則として販売休止となっていたが、2024年9月1日より販売再開。
Suica定期券
My Suicaに加えて、定期券情報を持つもの。大人用と小児用があり、大人用には通勤定期券のほか、中・高・大学生別の通学定期券もある。発行時点ではSFがない。定期券としての有効期間を過ぎても自動精算機能は利用できる（ただし、自動精算機での精算取扱いに制限がある）。逆に、定期券の有効期間終了と同時に自動精算機能を停止させる機能を付けることもできる。また、複数の定期券情報を付加することも可能である。ICカードによる新幹線定期券であるSuica FREX定期券およびSuica FREXパル定期券も発行されている。
Suica連絡定期券
Suica定期券に加えて、JR東日本線と連絡他社線にまたがる区間を1枚の定期券とするもの。発駅・着駅がともに連絡他社線の駅となる連絡定期券は、当該他社側のICカード連絡定期券となり、Suica連絡定期券としては発売できない。当初は基本的に磁気での連絡定期券として発行可能なもののみに限られていたが、2012年（平成24年）3月17日からはJR定期券上の区間から連絡する他社線のみの定期券を2枚目の定期券情報として付加する「Suica二区間連絡定期券」の発売を開始した。取り扱い事業者は2023年3月現在、34社局で、以下の事業者との連絡定期券を発行している。
東海旅客鉄道・伊豆箱根鉄道（大雄山線のみ）・江ノ島電鉄・小田急電鉄・関東鉄道・京王電鉄・京成電鉄・京浜急行電鉄・埼玉高速鉄道・埼玉新都市交通・相模鉄道・首都圏新都市鉄道・新京成電鉄・西武鉄道・多摩都市モノレール・千葉都市モノレール・東急電鉄・東京地下鉄・東京都交通局・東京モノレール・東京臨海高速鉄道・東武鉄道・東葉高速鉄道・箱根登山鉄道・北総鉄道・ゆりかもめ・横浜高速鉄道・横浜市交通局・横浜シーサイドライン・仙台空港鉄道・伊豆急行・富士急行・仙台市交通局・湘南モノレール・秩父鉄道。
上記の各Suica乗車券にはリライト機能がついており、Suicaカード（無記名式）に後から個人情報を登録すればMy Suica（記名式）に、さらにMy Suicaに定期券を追加購入してSuica定期券に変更することもできる。また、Suica定期券から定期券部分を払い戻してMy Suicaに変更することも可能だが、Suica定期券やMy SuicaからSuicaカード（無記名式）に変更することはできない。
また、「こども用Suica」には有効期限があり（小学校卒業年の3月31日⇒満12歳に達する日（誕生日前日）以後の最初の3月31日まで有効）、期限が過ぎると使用できなくなる。引き続き、大人用として利用する場合は、取り扱い窓口や多機能券売機で大人用に変更する手続を行う必要がある。
Suicaカード（無記名式）は2007年（平成19年）3月17日までJR東日本ではSuicaイオカードと呼称していたが、翌18日からのサービス変更を機に発売終了となった。なお、同日まで東京モノレール・東京臨海高速鉄道が発行していたSF専用カードは、元々「モノレールSuicaカード」「りんかいSuicaカード」という名称であった。これらのカードは、識別用の切り欠きが2か所あった（当時からの定期券および現行のSuicaカードは記名式Suicaとカードを共用しているため切り欠きが1か所となっている）。

### 旧カードの取り扱い
Suicaイオカードおよび2007年（平成19年）3月17日以前に発売したモノレールSuica・りんかいSuica（いずれもカード右側に切り欠きが2箇所ある）は、現在販売されている無記名式のSuicaカードとほぼ同様に利用できるが、リライト機能がないため、My SuicaやSuica定期券などの記名式カードに転用することはできない。
2007年（平成19年）3月17日以前に発行された定期券専用カード（カード右側の切り欠きが1箇所ある）は、定期券情報を消去することでMy Suicaとして使用でき、新たな定期券情報を付加することも可能である。
2003年（平成15年）以前の旧Suicaカード（定期券用・イオカード類共に）は電子マネー機能が無いため、電子マネーサービスは利用できない。このほか電子マネーシステムを使用している事業者（Suicaエリアの佐渡汽船、各ICカードエリアのタクシー事業者等）でも利用できないほか、乗車券システムを使用している事業者の一部（Suicaエリアのジェイアールバス関東等）でも利用できない場合がある。それ以外の事業者においても、機能や取扱いの一部に制限を有する場合がある。なお、2008年（平成20年）4月以降はJR駅の機器でのチャージ、履歴表示、定期券機能追加ができず、機器に挿入すると新カードへの交換を要求する画面が表示される。電子マネー非対応の旧カードに定期券機能を追加する場合は、みどりの窓口で対応可能である。
また、2008年（平成20年）以前の電子マネーマークに緑丸の記載がないカードのうち、記名式カードではSuicaインターネットサービスなどの現行サービスが利用できない。
これらの旧SuicaカードはJRの主な駅の自動券売機、多機能券売機、みどりの窓口で手数料無料で現行のカードに交換できる。

### その他のSuica
一般向けに発売されているSuicaカードのほか、以下の物も同様に利用可能である。
モバイルSuica
携帯電話（おサイフケータイ）にSuicaカードのICカード機能を持たせたもの。物理的に新規のカードを発行しないため、デポジットが発生しないが基本的に年会費が必要であった(現在は無料)。携帯電話の機能を利用したオンラインチャージ（入金）や利用履歴および残額の確認、定期券・新幹線特急券・Suicaグリーン券の購入・利用などの機能が提供されており、カード型よりサービス面における利便性が向上している。一方、カード型と形状が異なることなどから一部機能について制限のある場合もある。詳細は同項参照のこと。
Suica機能付きクレジットカード・キャッシュカード
VIEWカード（東日本旅客鉄道）をはじめ、クレジットカード会社や銀行各社よりSuica機能を付加したクレジットカード・キャッシュカードが発行されている。これらもSuicaカードと同様に利用できるが、カード表面の印字の都合でSuica定期券機能などに制限がある場合がある。

Suica機能付き社員証・学生証等

地域連携ICカード
Suicaと各地域の交通系ICカード機能を1枚にまとめたカード。地域交通事業者が発行する。
栃木県（関東自動車が発行）と岩手県（岩手県交通が発行）で導入が始まり、以後東日本各地で相次いで導入されている。
Welcome Suica
「短期利用のインバウンド旅客向けICカード」として、訪日外国人旅行者向けに販売されるSuica。赤地に白い桜の図柄を用いたオリジナルデザインを採用する。2019年9月1日発売開始。
規約上は「短期用」「Suica企画乗車券付き」「長期用」の3種類があり、「短期用」のみJR東日本の訪日外国人旅行者向け窓口「JR EAST Travel Service Center」で販売される（「Suica企画乗車券付き」「長期用」は旅行会社等を通じて販売）。
デポジット不要で、あらかじめ定額（1,000円、2,000円、3,000円、4,000円、5,000円、10,000円）がチャージされたものを販売する。追加チャージも可能だが、「短期用」「Suica企画乗車券用」は利用開始日を含む28日間の有効期間設定があり、使用後も入金（チャージ）残額の払いもどしは原則として行わない。「長期用」の有効期限は最大6か月。
「Suica企画乗車券付き」は、発売時に指定された特別企画乗車券の機能を同梱することができる。利用開始時に企画乗車券の有効区間内の自動改札を通過するか、券売機で利用開始日の設定を行う必要がある。
使用時に、有効期間や旅客の種類等を記したレファレンスペーパーを所持する必要があり、必要に応じて提示しなければならない。
Welcome Suica Mobile
訪日観光客向けのモバイル端末サービス。2025年3月6日から提供開始。携帯端末で手続きを済ませ、新幹線や在来線特急に乗車できる。
Suica Light
地方自治体における交通費補助事業や、短期の団体旅行（修学旅行など）における交通決済手段として活用することを想定して、地方自治体・旅行代理店等法人向け限定で販売されるSuica。2022年1月12日付けで発売が公表された。規約上は Welcome Suica の一種として扱われている。
販売時にデポジットを不要とする代わりに、利用開始日から最大6か月の有効期限が設けられる。使用後も入金（チャージ）残額の払いもどしは原則として行わない。
使用時に、有効期間や旅客の種類等を記したレファレンスペーパーを所持する必要があり、必要に応じて提示しなければならない。
千葉県四街道市が「まち・ひと・しごと創生推進事業」の一環として四街道市出身の学生向けに地域の特産品とデジタルギフトを届ける「四街道ふるさとの味お届け便支援事業」において「Suica Light」が活用される予定としている。

## システム

### カードの発売
Suicaカードは、Suicaエリア内・新幹線停車駅の主要駅に設置されたみどりの窓口や多機能券売機、キヨスク、NewDays、一部の指定席券売機で発売されている。Suica定期券は、みどりの窓口、指定席券売機、多機能券売機で発売されている。なお、一般向けには「購入」「発売」と表現しているが、規約上Suicaカードの「所有権」はカード発行各社に帰属しており、正確には「貸与」となる。
新規購入時にはデポジット（預り金）500円が購入者から徴収され、発売額のうちデポジット分を差し引いた分が、乗車券および電子マネーの充当分となる。デポジット制はカードの使い捨てを防止する観点から用いられているもので、カードを返却・払い戻した際には全額返金される（後述）。
SuicaおよびモノレールSuicaの発売額は1,000円、2,000円、3,000円、4,000円、5,000円、10,000円の6種類（デポジット500円を含む、500円を引いた額がチャージ額に入る）が設定されており、新規購入時のチャージ残額が指定可能とされている。なおりんかいSuicaの発売額は窓口では1,000円（チャージ額500円+デポジット500円）、自動定期券発売機では2,000円（チャージ額1,500円+デポジット500円）、地域連携ICカードは各カードによって発売額が異なる。
また定期券を新規購入する場合は、定期運賃とデポジットを合算した額が発売額となるが、既に所持しているSuicaに定期券機能を追加する場合は、デポジットは必要とされない。Suicaエリアからエリア外の区間にまたがる定期券の場合はSuicaではなく、通常の磁気式定期券が発行される。SuicaエリアからTOICAエリアの区間にまたがる定期券の場合はJR東日本側ではSuica定期券の発行が可能。

### チャージ
カードのチャージ（入金）は、自動券売機（緑色）・多機能券売機（黒色、設置されていない駅もある）・チャージ専用機（ピンク色、設置されていない駅もある）・自動精算機・キオスク・NewDaysや一部大手コンビニエンスストア（ファミリーマート、ミニストップ、ローソン、セブン-イレブン、スリーエフ、セイコーマート）•セブン銀行ATM・ローソン銀行ATM(新型機のみ利用可能)を始めとするSuicaに対応した一部店舗（→「Suicaショッピングサービス」を参照）、PASMOなど相互利用可能な他社局線の駅にある券売機や入金機などで対応している。最大20,000円までの入金に対応し、同じカードの繰り返し使用を可能としている。自動券売機での1回当たりの入金金額は500円・1,000円・2,000円・3,000円・5,000円・10,000円である。乗り越しの場合は自動精算機や改札窓口で10円単位の入金が可能である。なお、JR以外のPASMO事業者の券売機では、10円単位での入金ができるものもある。
みどりの窓口や東京モノレールの一部の駅を除く改札口の窓口、オレンジカード、旧磁気式イオカードでの入金には非対応である。また、ビューカード以外のクレジットカードは多機能券売機（黒色）にて定期券購入時に同時に入金する場合に限り対応しており、また磁気定期券からSuica定期券への発行替え時も可能となっている。以前は西日本旅客鉄道（JR西日本）のICOCA地域内のみどりの窓口において一般クレジットカードでの入金に対応していたが、SMART ICOCAの一般クレジットカード取扱開始に伴い、2008年（平成20年）6月30日をもって取扱終了となった。

### 利用履歴閲覧
利用履歴は、センターサーバに記録されている直近100件の利用履歴と、Suicaカードに記録されている直近20件の利用履歴と3件の詳細履歴がある。このうち、センターサーバに記録されている直近100件の利用履歴は、駅の自動券売機とカード発売機で印字が可能である。この履歴は最大で100件まで何回も印字できる。ただし、センターサーバがメンテナンスなどで停止（定例メンテナンス・毎日0時50分 - 5時）していると印字することができない。なお、一部の駅ではPASMOと同様に直近20件まで印字でき、再印字も可能である。また、Suicaカードに記録されている直近20件の利用履歴も駅の自動券売機とカード発売機で表示できるほか、PASMOエリアの機器では履歴がカードに残っている間は何度でも履歴印字が可能である。ただし、Suicaエリアに限り利用から26週間を経過した履歴は印字されない。そのほかにも、FeliCa用リーダライタ（パソリなど）とソニーから提供されたり、または同梱・組み込み済みの専用ソフトを使用したりして読み出すこともできる。カード上の利用履歴を記憶する領域には相互認証不要でリードアクセス可能なサービスファイルがオーバーラップされており、暗号鍵なしで利用履歴の読み出しが可能であるが、ライトアクセスには相互認証が必要である。さらに、一部の有志により履歴表示用フリーソフトも開発・配布されている。
利用履歴には日付・入場駅・出場駅・残額・通番などが記録され、入・出場のほか、入金した時や電子マネーとして物品購入した時にも記録が追加される。
Suicaには、さらに3件の詳細な利用履歴が記録されており、改札通過時刻（時分まで）や金額が記録されている。これは定期券での通過情報も含まれていて、こちらも有志が作成した一部のフリーソフトを利用し読み出すことが可能である。

### 紛失時
My SuicaおよびSuica定期券は氏名などの個人情報が登録されているため、取扱駅で本人確認書類を提示した上で紛失したカードのID番号を申告すると、定期券（有効な場合）と入金金額を保証して再発行される。再発行の際には手数料520円と預り金500円の合計1,020円が必要である。紛失したカードが発見された場合は、みどりの窓口に届け出た上で預り金の500円が返却される。一方、Suicaカード（無記名式）には紛失時の残高保証はない。

### カードの返却・払い戻し
カードの返却・払い戻しの際には、デポジットが無手数料で返金されるほか、定期券部分の払い戻し可能額やSF部分の残額がある場合、それらの金額から払い戻し手数料として220円を差し引いた額がデポジットとあわせて返金される（10円未満は10円単位に切り上げ）。残額が220円以下の場合はデポジットのみの返金となる
。残額が払い戻し手数料より少ないときでも（220円未満であっても）デポジットは全額返金される。返却および払い戻しは各発行会社で行う（例：モノレールSuicaをJR東日本の窓口で払い戻すことはできない）。不正乗車などの不正行為があった場合やSuicaを紛失した場合は、デポジットは返却されない。

### カードの効力一時停止
記名式Suica・モバイルSuicaは、一定期間利用またはチャージしない場合、ロックが掛かり、残額があったとしてもそのままでは自動改札を通過できず、または電子マネーが利用できなくなる。「一定期間」については公表されていない。このカード一時停止は、次項のカード有効期限とは異なる。
解除方法は、次のいずれか
- Suicaチャージが可能な自動券売機で更に追加チャージし、または自動券売機でカード利用により切符を購入する
- 駅の有人窓口でロック解除を申し出る（※簡易Suica改札機では入場は可能、出場不可）
- クレジットカード紐付けのSuicaの場合、クレジットカードからチャージ

### カードの有効期限
最後に機器などでカードを利用した日から10年間利用がない場合、失効となりカードそのものが無効となる。
失効したカードは、Suicaエリア内のJR東日本各駅のみどりの窓口において、新しいカードに交換し残額を移し替えるか、手数料を差し引いて残額とデポジットを払い戻すことができる。ただしどちらの方法でも古いカードは記念カードなどであっても回収されることになる。
なお、訪日観光客向けに発売する「Welcome Suica(短期用)」は、「発売から28日間有効」、「Welcome Suica(長期用)」および企業や地方自治体など法人向けに発売する「Suica Light」は、「発行日から最大6ヶ月間のレファレンスペーパーに記載の期日まで有効」と違いがあるものの、いずれのカードも残額の払いもどしは行えない。

## 乗車券機能の利用方法
交通系ICカード全国相互利用サービスに基づくSuicaエリア外での利用は各ICカードの利用条件に従うため、ここではSuicaエリアでの利用について記す。

### 鉄道での利用

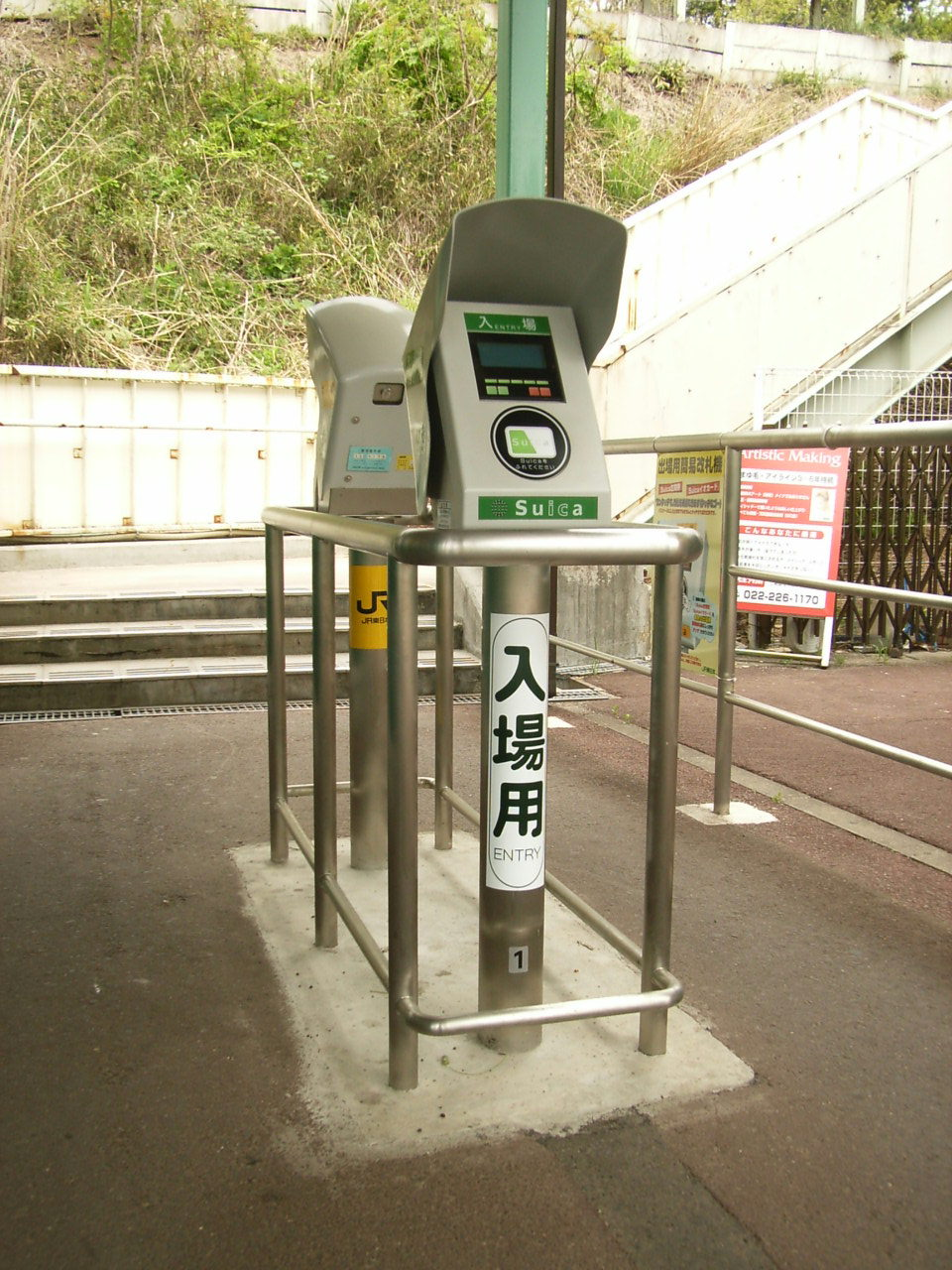
2001年に設置を開始した初代の簡易Suica改札機（仙山線葛岡駅にて、2005年5月）

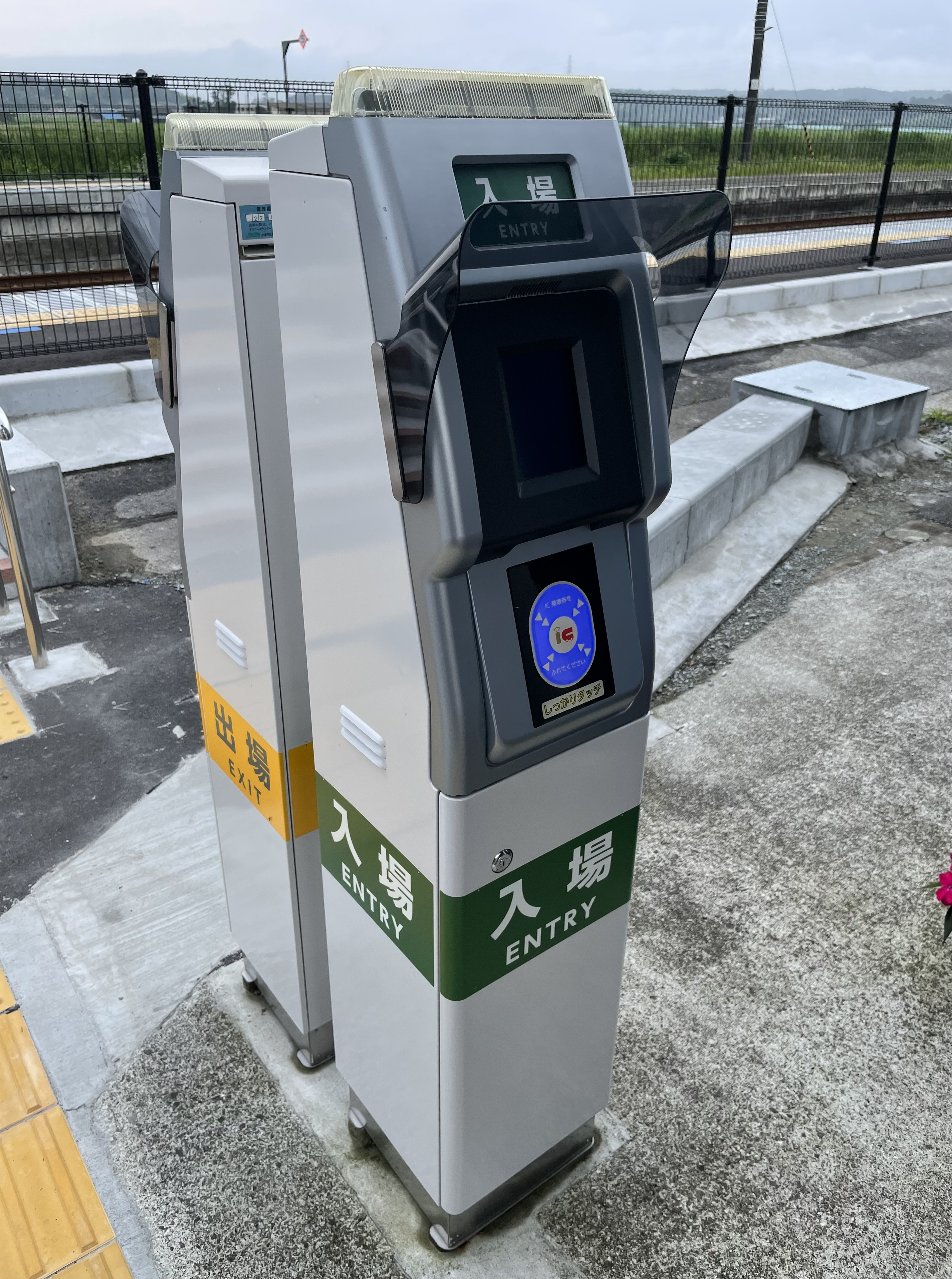
現在設置されている2代目の簡易Suica改札機（常磐線磐城太田駅にて、2022年7月）

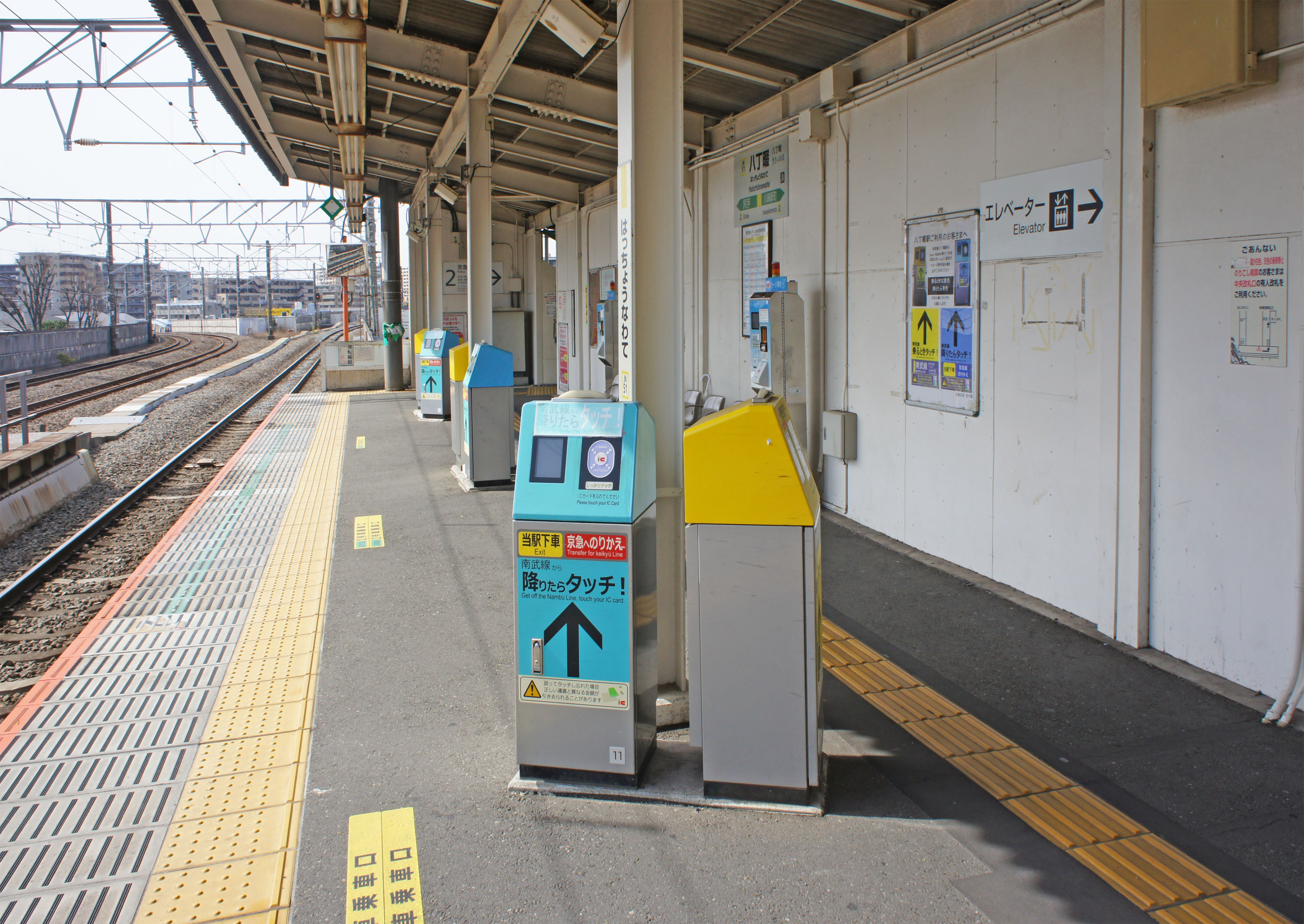
JR東日本八丁畷駅の簡易Suica改札機
黄色の機械は乗車用の簡易ICカード改札機。青色の機械は下車用の簡易ICカード改札機

改札口を通る際には、カード読み取り部にSuicaを軽くタッチする。乗車駅のタッチ時に初乗り運賃相当額がチャージ（入金）されているか、または有効な定期券情報があるかを確認する。この時点でチャージ金額は引き去らない。降車駅のタッチ時に乗車した区間の運賃が全額精算される。徴収金額と残額は、その都度改札機のディスプレイに表示される。2007年3月17日までは、入場時に初乗り運賃が差し引かれ、降車時に乗車区間の運賃と初乗り運賃との差額が差し引かれるシステムを採用していたが、PASMOとの相互利用に伴い現行方法に改められた。
Suica定期券の場合は、定期区間外を利用する場合でも、Suica乗車券としての利用方法を準用する形で使用できる。そのため、定期区間外と区間内をまたがる際の精算も、出場駅の自動改札機にタッチすることで自動的に行われる。自動精算機におけるチャージ額を利用しての精算は、定期券情報・入場記録のないICカードに限り可能である（基本的には磁気式イオカードやオレンジカードと同様の扱いとなる）。
SuicaエリアでSuica等のICカードを利用して各鉄道路線に乗車した場合は、出場するまで出場駅が確定しないため、基本的に振替輸送を受けることができないが、Suica定期券の有効期間内で券面表示区間内での乗車に限りそれを受けることができる。ICカードで入場後、輸送混乱で出場せざるを得なくなった時は、駅係員の設定で有人改札または自動改札機で入場処理を取り消さなければならない。また、通常時には入場券のような同一駅での入・出場はできない。入・出場駅が同じの場合、実際乗車経路を申告し、相当の運賃を支払わなければならない。2021年3月13日からJR東日本の駅で入場券（「タッチでエキナカ」）としての使用を開始した。ただし、簡易Suica改札機（右写真）および新幹線改札口では、引き続き入場券としての使用はできない。
なお、事業者によっても取扱いが異なる場合がある。
主に使用可能エリアの郊外にある小さな駅では自動改札機が設置されていないことが多いが、この場合は簡易Suica改札機にタッチして入・出場する。タッチしないと入場処理が記録されたままで次回から利用できない。ただし、簡易Suica改札機が設置されている多くの駅では自動精算機が設置されていないため、チャージ金額（残高）が不足の場合は駅係員に申し出て精算する必要があるが、無人駅など一部の駅では改札外の自動券売機・簡易チャージ機（一部の駅のみ）や場合によっては駅近在の交通系IC対応コンビニエンスストアで不足分をチャージし、改めて改札機にタッチすることで精算できる。それも困難な場合、後日別の駅の有人改札で申告し精算となる。なお、有人改札や後日精算の場合は実際の乗車経路の正規運賃を現金で精算となりSF運賃やSF残額の適用はできない。
普通乗車券なら途中下車できる101km以上の利用（東京や新潟・仙台の大都市近郊区間内を除く）であっても、Suicaで入場した場合は、途中駅で下車した時点で運賃計算は打ち切りとなり、再度入場した駅から計算し直す形となる（Suica定期券等の定期券区間内を除く。区間によっては必ずしも割高になるとは限らない）。但し、首都圏エリアと新潟エリア・仙台エリアは、Suica利用区間の在来線全域が大都市近郊区間に当たる為、Suicaではなく普通乗車券を利用したとしても原則的に途中下車出来ないことに変わりはない。
普通乗車券にある割引制度（学生割引・ジパング倶楽部等）は事前に割引証（大人の休日倶楽部は専用クレジット決済）で割引切符を買うことで成立するので、Suicaのチャージでは割引が効かない。なお障害者割引については下車駅で申告することで対応可能である。

#### Suicaエリア外へ出る時の制限
Suicaエリア内の駅から入場し、エリア外の駅にて出場（精算）する際は、駅員が利用履歴等を確認できるSuica用携帯表示器を使って入場記録を確認した上で現金で精算を行う。この場合、Suicaに出場記録を書き込めないため、出場証明書を発行してもらい、次回利用時にSuicaエリア内の駅窓口などで出場処理を行う必要がある。なお、Suicaエリア内でもシステムに対応していない一部の駅や改札口では利用できない場合がある。
また、Suicaエリア内の駅から入場し、他社線に磁気きっぷで乗り換える際には、連絡用自動改札機へ先に磁気きっぷを投入し、その後Suicaをタッチすることで連絡用自動改札機を利用できる（一部改札機を除く）。
入場駅・出場駅の両方がSuicaが使える駅であっても、エリアをまたいだ利用はできない。また、一旦Suicaエリア外を使用する場合でも「Suicaエリア内だけを通過した場合の最短経路」を利用したと見なして計算されるため、実際の乗車経路よりも割高な運賃を差し引かれる場合がある。
例
- 原ノ町駅 - 三春駅間（いわき駅(磐越東線)経由ではなく岩沼駅経由で算出）、いわき駅 - 黒磯駅（郡山駅（磐越東線）経由ではなく小山駅経由で算出）
- 甲府駅 - 熱海駅間（富士駅(JR東海(身延線)）経由ではなく小田原駅（自社線（中央東線・横浜線・相模線・東海道本線）内）経由で算出・熱海駅のJR東海用の改札機も精算不可。）
- 水戸駅 - 鹿島神宮駅間（鹿島サッカースタジアム駅（鹿島臨海鉄道）経由ではなく我孫子駅（自社線内（常磐線・成田線））経由で算出）
- 高崎駅（東京駅） - 長野駅間（軽井沢駅(北陸新幹線)経由ではなく八王子駅・塩尻駅（中央東線・篠ノ井線）経由で算出・北陸新幹線はタッチでGo!新幹線又は新幹線eチケット・「新幹線定期券」利用に限られる）
- 北千住駅 - 羽沢横浜国大駅（相模鉄道線各駅）間（中目黒駅・新横浜駅（東京メトロ日比谷線・東急東横線）経由ではなく、社局数の少ない・自社線内（上野駅・蒲田駅・鶴見駅（常磐線・東海道本線（京浜東北線)）経由で算出）

#### 新幹線に乗り換える場合の運賃自動精算
Suicaで入場し、東北/上越/北陸/山形新幹線を新幹線乗換改札経由で利用する場合に、運賃自動精算を行う仕組みが、2008年（平成20年）3月に導入された。
具体的には、Suicaで入場し、乗換駅にある新幹線乗換改札機で、新幹線で使用する乗車券を投入、次にSuicaをタッチすると、乗換駅までの運賃が自動精算される。なお、新幹線で使用する乗車券の発駅が特定都区市内（東京都区内・東京山手線内・横浜市内・仙台市内）に該当する場合は、特定都区市内との境界駅までの運賃で自動精算される。また、特定都区市内の駅からSuicaで入場し新幹線に乗り換えた場合は、新幹線乗換駅でSuicaの入場情報が自動的に取り消される（最初から新幹線の乗車券で入場したのと同じ処理がなされる）。なお、新幹線乗車券の発着駅が最初から特定都区市内にある場合は、Suicaを利用しないようアナウンスされている。
Suica定期券で定期区間内に新幹線停車駅が2駅以上含まれている場合は、その区間の新幹線を別途特急券を用意せずに利用できる（新幹線下車駅の乗り換え改札で自由席特急料金相当額がチャージ額から引き去りされる）。

#### グリーン車Suicaシステム

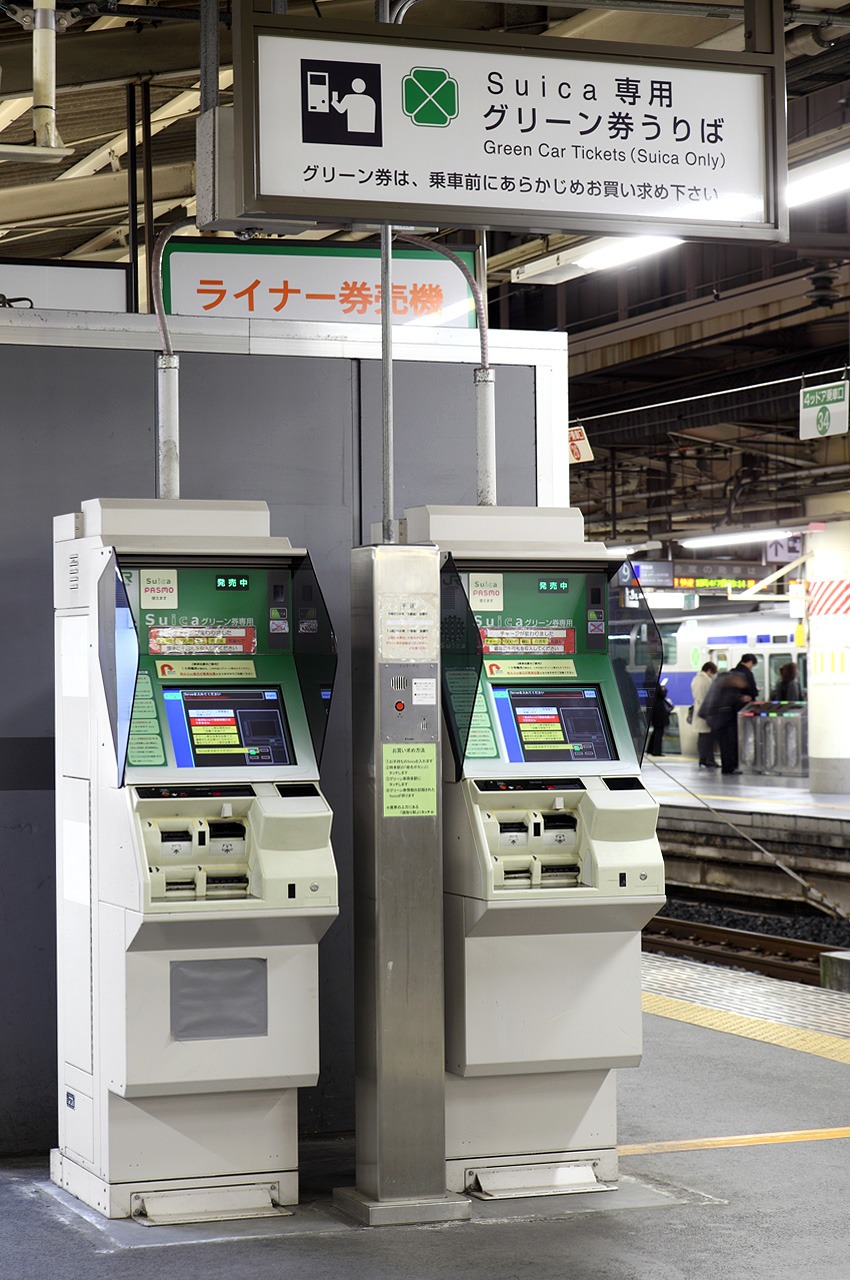
ホーム上に設置されたICカード専用グリーン券販売機（上野駅）

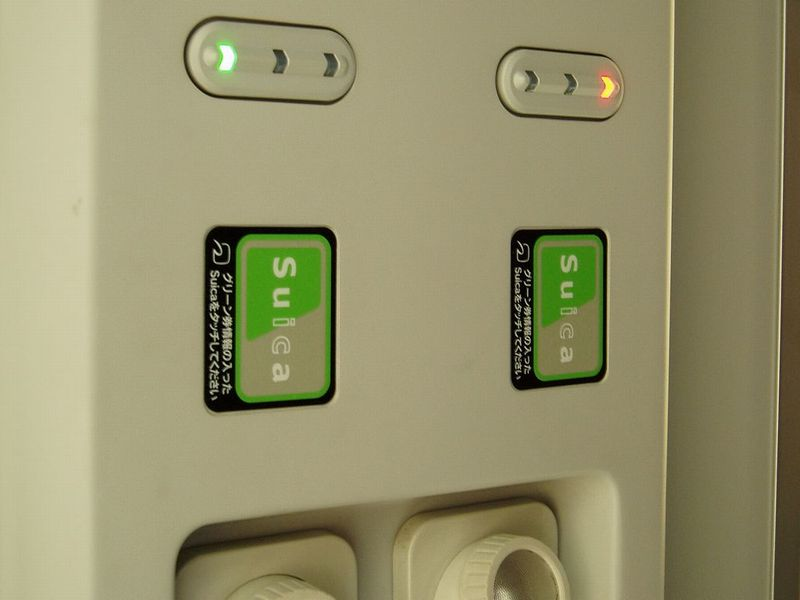
グリーン車の車内座席上部に設置されたリーダライタ。左側（窓側）席は着席後Suicaをタッチしたので緑ランプが点灯中。右側席（通路側）は空席なので赤ランプが点灯中。

多くの情報を非接触で通信可能なFeliCaの利点を活用し、JR東日本では首都圏エリア内の普通列車グリーン車自由席でSuicaを利用した「グリーン車Suicaシステム」を導入している。これは所持しているICカードにグリーン券の情報を書き込み、カード自体をグリーン券として使用するシステムで、磁気グリーン券購入時よりも割安な「Suicaグリーン料金」で乗車できるほか、車内改札が省略されるなど、より快適にグリーン車を利用できる。
このサービスは2025年3月時点で、JR東日本の東京近郊各線（東海道線、伊東線、横須賀・総武快速線、総武本線、成田線、外房線、内房線、宇都宮線、高崎線、上越線、両毛線、湘南新宿ライン、常磐線、上野東京ライン、中央快速線、青梅線）の普通列車グリーン車自由席で実施されており、Suica（モバイルSuicaはクレジットカード情報登録済みのもののみ）のほかPASMO（モバイルPASMOを除く）、TOICA、Kitacaの4種類のICカードでのみ利用可能である。その他の相互利用可能なICカードとEASYモバイルSuica・モバイルPASMOでは利用できない。
2004年10月16日より宇都宮線、高崎線、湘南新宿ライン（新宿以北）で新たにグリーン車の営業を開始した際に初導入された（その際に、システムに合わせて、普通列車グリーン料金体系の大幅見直しを行っている）。その後、2006年3月18日より、既にグリーン車の営業を行っていた東海道線、横須賀線、総武快速線方面にも導入され、以降順次導入が進んでいる。
利用方法
ICカードの場合はグリーン車に乗車する前に、駅の自動券売機で「Suicaグリーン券」をICカードのチャージ残額で購入し、利用可能なグリーン券情報をICカードに記録する。Suicaグリーン券はグリーン車を連結する列車停車駅の自動券売機、もしくはホーム上のグリーン券売機で発売しており、磁気グリーン券（きっぷ）は発行されない。モバイルSuicaの場合はアプリケーションのトップメニューから「Suicaグリーン券購入・払戻」を選択し、乗車区間を指定して購入手続きを行い、グリーン券情報を記録する。この場合の決済はチャージ残額ではなくクレジットカード引き落としとなる。
Suicaグリーン定期券は、購入した時点でグリーン券情報が搭載されているので、上記のように利用の都度グリーン券情報を書き込む必要はない。
グリーン車に乗車後、グリーン券情報の入ったICカード・モバイルSuicaを、着席する座席上部に設置されたリーダライタ（グリーン券情報読み取り部）に乗客自らタッチさせる。この際、インジケーターのランプ表示が空席を示す「赤色」から着席を示す「緑色」に変わる。緑色ランプの点灯時は車内改札が省略される。
同一列車内で座席を移動してもその都度座席上部のリーダライタにカードをタッチすればよい。この場合、同一カードが別の座席でタッチされた時点で情報が自動更新され、移動前の座席のランプが赤色に変わるため、逐一タッチする必要はない。ただし、改札を出ずに別の列車に乗り換える場合（乗り換えできる区間・路線にはSuica・磁気共通の要件がある）は、乗り換え前に再びタッチしてランプを赤色にし、乗り換え先の列車の座席でもタッチしてランプを緑色にする必要がある。なお、降車する（改札を出る）場合はリーダライタにタッチする必要はなく、購入区間を過ぎた時点で情報が自動更新され、ランプは赤色に変わる。
なお、利用にあたってはICカードでの駅の入出場は必須ではなく、乗車券部分に紙のきっぷ・磁気定期券などを用いながら、Suicaグリーン券のみを購入することも可能。
利用上の特徴
Suicaグリーン券は当日利用分のみが発売され、有効期間は購入当日の終電までの1回限りである。またグリーン券情報はICカード1枚につき1名分の乗車1回分のみ有効で、1枚のICカードでグリーン券を2枚以上購入することはできない。最初に購入したグリーン券を未使用のまま新たにグリーン券を購入すると、最初のグリーン券情報は消去され無効となる。
グリーン車内で着席後に赤色ランプが点灯したままの場合（タッチ操作を失念した場合、購入区間を過ぎて着席している場合、磁気グリーン券利用の場合等）や、グリーン車内を立席で利用している場合は、グリーンアテンダント（グリーン車乗務員）が車内改札を行うが、ICカードの場合は携帯式カードリーダーでグリーン券情報の確認を行う。この際にグリーン券を所持していない場合は、その場で通常料金によりグリーン券を購入することとなる。また購入区間を過ぎて乗り越し、差額が生じた場合は精算が必要となり、決済はいずれも現金のみである。
グリーン車内で有効なICカードは、事前に上記の購入手続きをしたうえでグリーン券情報が記録されたもののみである。したがってグリーン料金分のチャージ残額があるICカードでも、グリーン券情報が無い場合はリーダライタにタッチしても無効となる。
臨時駅の偕楽園駅から乗車する場合、同駅発のSuicaグリーン券は発売しておらず、同駅でもSuicaグリーン券は購入出来ない。また、モバイルSuicaでも同駅を発着駅に指定することはできないが、赤塚駅から下車駅までのグリーン券を購入すれば利用可能である。なお、上り列車は上りホームが設置されていないため全列車停車しない。
JR東海管内（Suicaエリア外）の函南駅・三島駅・沼津駅を発着駅としてグリーン車を利用する場合は、以下の特殊な取り扱いとなる。いずれもSuicaエリア外へのSF乗車は出来ないため、乗車券は別途用意する必要がある。
- JR東日本管内の湯河原駅以東から函南駅・三島駅・沼津駅まで利用する場合、カードタイプのICカードに限り、これらの駅までのSuicaグリーン券の購入が可能である（モバイルSuicaでは不可）。
- 函南駅・三島駅・沼津駅から湯河原駅以東まで利用する場合、乗車後にグリーンアテンダントに申し出ることで、Suicaグリーン料金での購入が可能となる（函南駅・三島駅・沼津駅では通常料金の磁気グリーン券のみ発売）。
- JR東海管内完結（熱海駅 - 沼津駅間）での利用の場合、Suicaグリーン券は発売されず、磁気グリーン券のみとなる（特例として、この区間の磁気グリーン券の料金は50 kmまでのSuicaグリーン料金と同額）。

なお、かつて運行されていた185系の普通列車や「湘南ライナー」などではカードリーダライタが設置されていなかったが、乗務員が乗車口もしくは座席にて携帯式カードリーダーで車内改札を行っていた。
JRE POINTからの交換
2018年3月17日より、JRE POINTの交換特典として（JRE POINT用）Suicaグリーン券に交換できるサービスが開始された。あらかじめJRE POINTのサイトまたはスマートフォンアプリから交換申し込みを行い、カードタイプのSuicaは申込みの翌日から30日以内に券売機で受け取り及び利用区間の指定を行う。モバイルSuica（EASYモバイルSuica、アプリケーション登録をしていないApple PayのSuicaは除く）は申込みの当日から31日以内にモバイルSuicaのアプリ内で利用区間の指定を行う。2023年10月に導入された「JRE POINTステージ」特典対象となっており、ステージが上がると必要ポイントが割引になる。なお、通常グリーン料金は距離別だが、ポイント交換には距離の制限はなく定額となっているが、JR東海管内の函南駅・三島駅・沼津駅にまたがるのは不可。

#### IC企画乗車券
JR東日本が発行するカード型Suica（My Suica・Welcome Suica含む）・モバイルSuica（Android・iOS）及び定期券情報非搭載の地域連携ICカードでは、特別企画乗車券をSuica等に書き込んで使用することが出来る。Suicaの定期券機能を利用するもので、他社発行のSuica（りんかいSuicaなど）や有効な定期券情報のあるSuica、記念Suica、Suicaイオカードには搭載不可。またモバイルSuicaでは大人用のみ利用できる。
以下の切符が搭載可能。カード型ではフリー区間内駅の指定券・定期券が発行可能な券売機、モバイル型ではモバイルSuicaアプリで購入（Suicaへの書き込み）を行う。カード型では券面にIC企画乗車券の内容が印字される。ただし、Welcome Suicaは券面に印字されずレファレンスペーパーでの対応となる。
- のんびりホリデーSuicaパス（ICカード版休日おでかけパス）
- 都区内パス
- 東京フリーきっぷ
- ヨコハマ・みなとみらいパス

これらのIC企画乗車券でフリー区間外にまたがって利用した場合、乗車経路にかかわらず乗車駅または下車駅から最短となるフリー区間出入口駅との区間で精算される。例として、都区内パスまたは東京フリーきっぷを搭載したSuicaで利用当日に大宮駅から上野駅まで利用した場合、大宮駅から最短の出入口駅である浮間舟渡駅までの運賃がSuicaのSF残額から精算される。

#### タッチでエキナカ
通常、交通系ICカードは入場券として使用することは出来ない（券売機で入場券を購入する必要がある）が、JR東日本のSuicaエリアのうち、自動改札機を有する在来線駅では、同一駅の自動改札機で入場後2時間以内に出場した場合、当該駅の入場券相当額を差し引いて出場出来るIC入場サービス「タッチでエキナカ」を行っている。
利用に際しては、以下の条件がある。
- 新幹線改札内は利用出来ない（別途入場券を購入する必要あり）。従って、新幹線単独駅では本サービスを利用出来ない。
- 簡易自動改札機での入場は可能だが、簡易自動改札機での出場（精算）は出来ない。従って、簡易自動改札機しか設置されていない駅では本サービスを利用出来ない。
- JR東日本以外が管理する駅や他社連絡改札口、他社と共有する改札口では本サービスを利用出来ない。

### バスでの利用
Suicaエリアのバスはジェイアールバス関東とジェイアールバス東北の一部路線のみである。
運賃前払い方式の区間では、乗車時に乗車口のカードリーダーにSuicaを軽くタッチするとチャージ金額から運賃が引き去られ、精算が完了する。降車時にはカードリーダーにSuicaをタッチする必要はない。運賃後払い方式の区間では、乗車口のカードリーダーにSuicaを軽くタッチする。初乗り運賃相当額がチャージ（入金）されているか、または有効な定期券情報があるかを確認する。この時点でチャージ金額は引き去らない。降車口のタッチ時に乗車した区間の運賃が全額精算される。いずれの場合も支払金額と残額が、その都度運賃精算機のディスプレイに表示される。
また、Suicaには、PASMOエリアのバス定期券機能やバスIC一日乗車券の情報を搭載することもできる。これらの扱いについての詳細はPASMO#バス・路面電車での利用を参照。

## 利用可能エリア
SAPICAとの共通利用に当たってはSAPICAエリアが「Suica札幌エリア」として設定されているが、本項では割愛する（SAPICA#利用可能な事業者・路線参照）。

### 鉄軌道事業者
「首都圏エリア」「仙台エリア」「新潟エリア」「盛岡エリア」「青森エリア」「秋田エリア」の6エリアに分けられる。原則としてエリア内完結の乗車（事業者間を跨ぐ利用を含む）のみ利用可能。それぞれ中心駅（東京駅・仙台駅・新潟駅・盛岡駅・青森駅・秋田駅）からおおむね 100 – 200 km 程度の範囲に設定されている。この他、「沖縄エリア」（沖縄都市モノレール）、「札幌エリア」（SAPICAと並行導入）がある。
- 以下において、路線名は正式名称で記す（新幹線区間を除く）。区間等に関する付記がないものは当該社全線全駅で利用可能。
- 在来線については、正式路線名の後に【 】でその路線で運行される運行系統名（電車特定区間においては、快速系統と各駅停車の記載も含む）を記す。ただし、直通先の路線名をそのまま用いるものを除く。
- 「Suica一部対応駅」（Suica利用可能駅が前後に連続していない駅）では、Suicaの発売・再発行・払い戻しは行わず、この駅を含む区間を含むSuica定期券も発売しない[PR 42][PR 43]。
- 以下の記述の「新幹線区間」は定期乗車券で利用可能な区間であり、タッチでGo!新幹線対応区間とは異なる。

#### 首都圏エリア

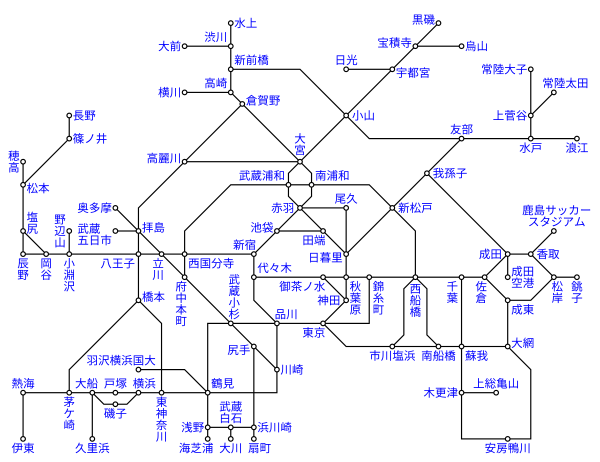
東京近郊区間路線図

このエリアのJR東日本線はおおむね東京近郊区間と一致する。関東地方と周辺県の1都11県にわたる。ただし、JR東日本の烏山線、久留里線では利用できない。
JR東日本
- 東海道本線【東海道線、京浜東北線、湘南新宿ライン、相鉄線直通列車】：東京駅 - 熱海駅間（支線含む）、鶴見駅 - 羽沢横浜国大駅間
- 山手線【埼京線、湘南新宿ライン、相鉄線直通列車】
- 南武線
- 京葉線
- 鶴見線
- 武蔵野線
- 横浜線
- 根岸線
- 横須賀線【湘南新宿ライン】
- 相模線
- 伊東線
- 中央本線【各駅停車、快速】：神田駅 - 代々木駅間、新宿駅 - 塩尻駅間
- 青梅線
- 五日市線
- 八高線
- 東北本線【宇都宮線、京浜東北線、湘南新宿ライン、埼京線】：東京駅 - 黒磯駅間（支線を含む）
- 常磐線【各駅停車、快速】：日暮里駅 - 浪江駅間(臨時駅の偕楽園駅を含む)
- 川越線
- 高崎線
- 上越線：高崎駅 - 水上駅間
- 両毛線
- 水戸線
- 日光線
- 信越本線：高崎駅 - 横川駅間、篠ノ井駅 - 長野駅間
- 総武本線【各駅停車、快速】
- 外房線
- 内房線
- 成田線
- 東金線
- 鹿島線(臨時駅の鹿島サッカースタジアム駅を含む)
- 篠ノ井線
- 小海線：小淵沢駅 - 野辺山駅間
- 水郡線：水戸駅 - 常陸大子駅、上菅谷駅 - 常陸太田駅
- 吾妻線：渋川駅 - 万座・鹿沢口駅間
- 大糸線：松本駅 - 穂高駅間
- 東北新幹線：東京駅 - 那須塩原駅間
- 上越新幹線：大宮駅 - 上毛高原駅間
- 北陸新幹線：高崎駅 - 上越妙高駅間

東京モノレール
- 東京モノレール羽田空港線全線

東京臨海高速鉄道（TWR）
- りんかい線全線

埼玉新都市交通
- 伊奈線（ニューシャトル）全線

伊豆急行
- 伊豆急行線全線

富士山麓電気鉄道（富士急行線）
- 大月線・河口湖線全線

#### 仙台エリア

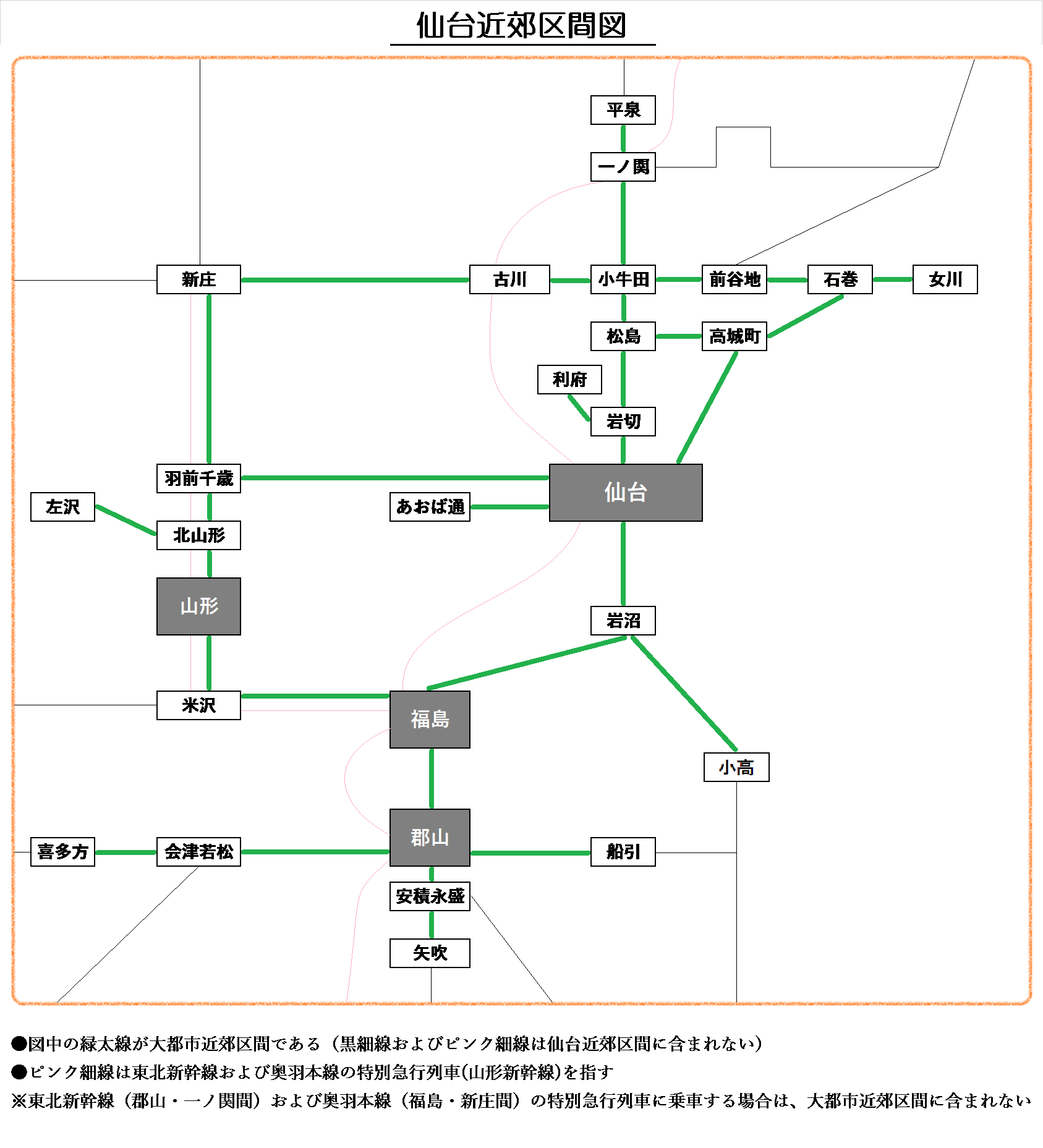
仙台近郊区間略図

このエリアのJR東日本線はおおむね仙台近郊区間に一致するが、エリアの縁部では利用可能駅が絞られている。宮城県、山形県、福島県、岩手県の4県にわたる。
JR東日本
- 東北本線【仙石東北ライン】：矢吹駅 - 平泉駅間、岩切駅 - 利府駅間（利府線）及び仙石東北ライン全線全駅。
- 常磐線：小高駅 - 岩沼駅間
- 仙山線：全線
- 仙石線
- 石巻線：小牛田駅 - 石巻駅間
- 磐越東線：船引駅 - 郡山駅間
- 磐越西線：郡山駅 - 喜多方駅間
- 奥羽本線（山形線）：福島駅 - 新庄駅間
- 陸羽東線：全線
- 左沢線：北山形駅 - 寒河江駅間
- 東北新幹線：郡山駅 - 古川駅間

仙台空港鉄道
- 仙台空港線全線

#### 新潟エリア

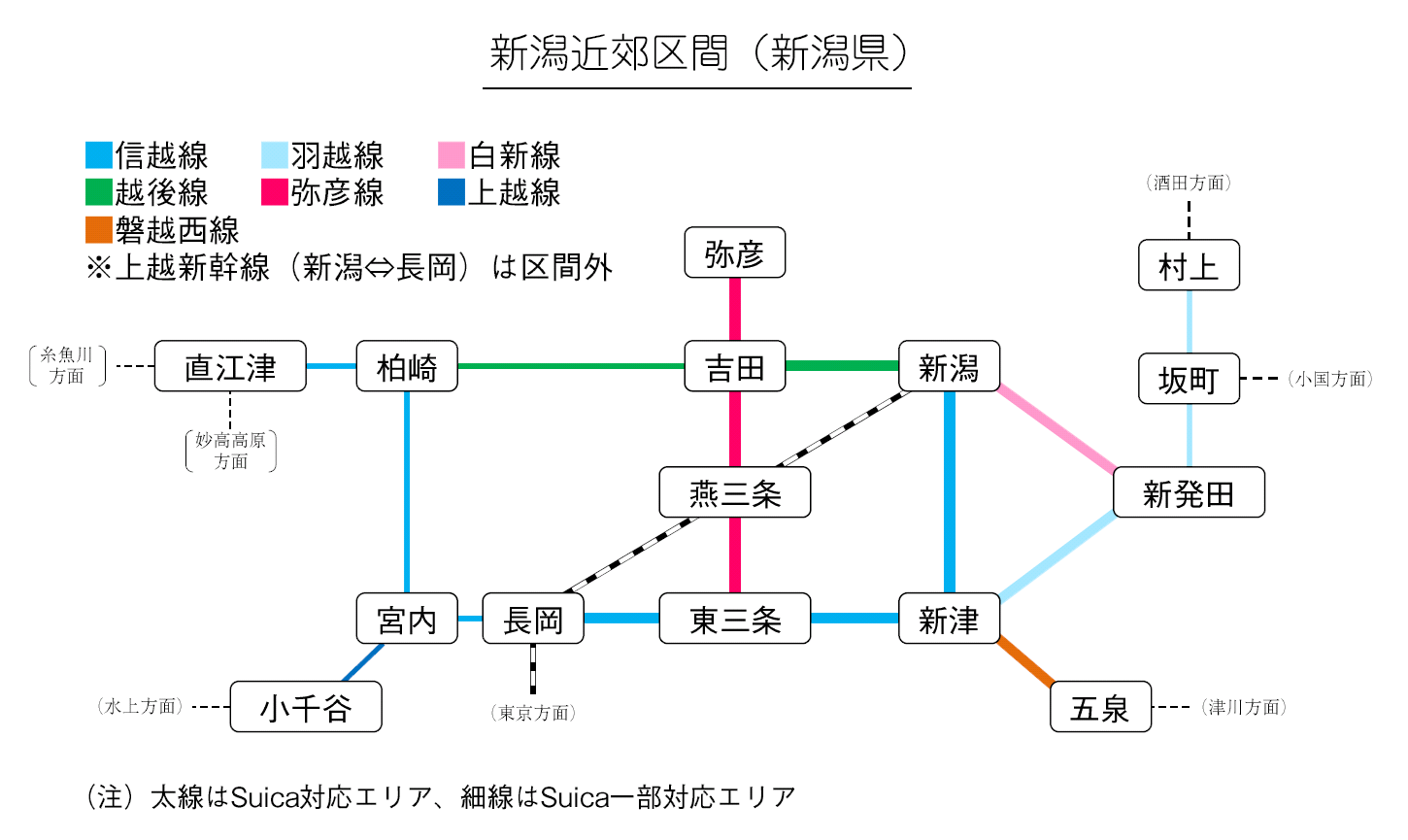
新潟近郊区間略図

おおむね新潟近郊区間に一致する。全て新潟県内。
JR東日本
- 磐越西線：五泉駅 - 新津駅間
- 羽越本線：新津駅 - 村上駅間
- 白新線
- 信越本線：直江津駅 - 新潟駅間
- 越後線：全線
- 弥彦線
- 上越線：小千谷駅 - 宮内駅間
- 上越新幹線：長岡駅 - 新潟駅間

#### 盛岡エリア

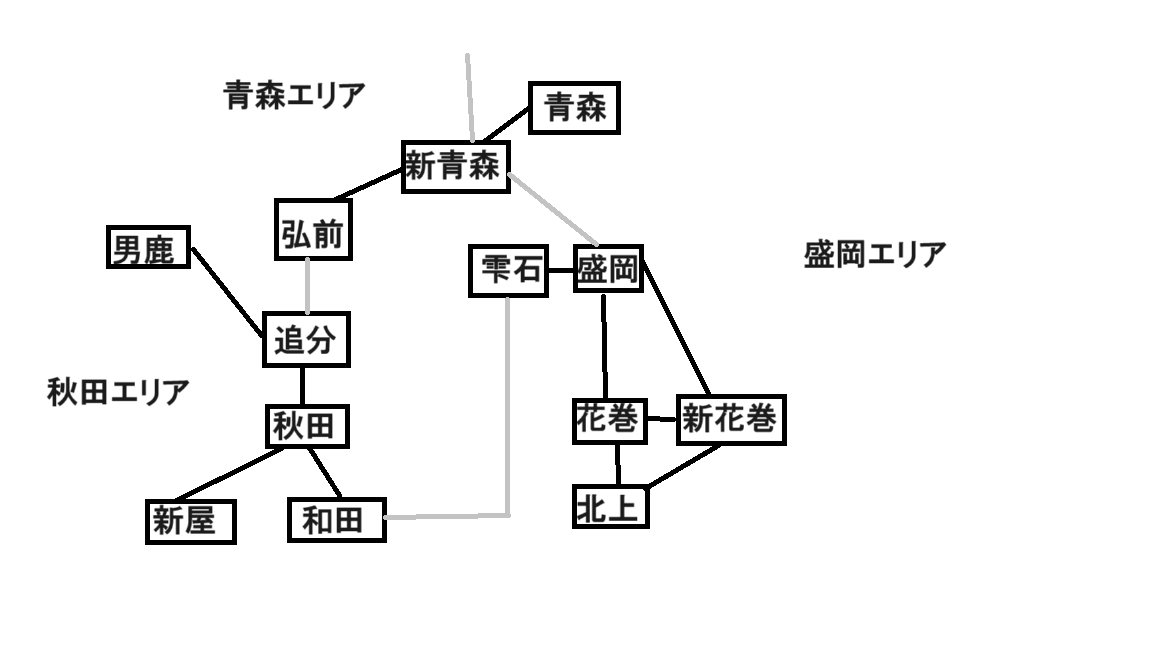
Suicaの盛岡エリア・青森エリア・秋田エリア（灰色線部分はエリア外）

首都圏・仙台・新潟エリアとは異なり大都市近郊区間には指定されていない。全て岩手県内。
JR東日本
- 東北本線：北上駅 - 盛岡駅間
- 東北新幹線：北上駅 - 盛岡駅間
- 釜石線：花巻駅 - 新花巻駅間
- 田沢湖線：雫石駅 - 盛岡駅間

#### 青森エリア
首都圏・仙台・新潟エリアとは異なり大都市近郊区間には指定されていない。全て青森県内。
JR東日本
- 奥羽本線：青森駅 - 弘前駅間

#### 秋田エリア
首都圏・仙台・新潟エリアとは異なり大都市近郊区間には指定されていない。全て秋田県内。
JR東日本
- 羽越本線：新屋駅 - 秋田駅間
- 奥羽本線：和田駅 - 追分駅間
- 男鹿線

#### 沖縄エリア
出張や観光などで来訪するSuica所持者向けサービスの色彩が強く、チャージやSF乗車は可能であるもののSuica定期券を発売しないなどサービスの制限がある。全て沖縄県の沖縄本島内。
沖縄都市モノレール（ゆいレール）
- 沖縄都市モノレール線：全線

#### 区間・除外駅等の付記・注釈
1. ↑  JR東日本の東海道本線全線。熱海駅または国府津駅を越えてTOICAエリアにまたがるSF利用は不可
2. ↑  支線を含むJR東日本の中央本線（いわゆる中央東線）全線。ただし川岸駅・辰野駅・信濃川島駅・小野駅での乗降不可
3. ↑  小淵沢駅・清里駅・野辺山駅でのみ乗降取り扱い
4. ↑  水戸駅・常陸大宮駅・常陸大子駅・上菅谷駅・常陸太田駅でのみ乗降取り扱い
5. ↑  渋川駅・中之条駅・長野原草津口駅・万座・鹿沢口駅でのみ乗降取り扱い
6. ↑  小牛田駅以北は一ノ関駅・平泉駅でのみ乗降取り扱い。一ノ関駅及び平泉駅において後述の盛岡エリア方面は両駅間以外で乗降不可。
7. ↑  愛子駅以西は作並駅・山寺駅・羽前千歳駅でのみ乗降取り扱い。
8. ↑  通過利用のみ可能
9. ↑  郡山富田駅以西は磐梯熱海駅・猪苗代駅・会津若松駅・喜多方駅でのみ乗降取り扱い
10. ↑  かみのやま温泉駅 - 村山駅間で乗降取り扱い。新庄駅での乗降不可。
11. ↑  奥羽本線（在来線）特別急行列車「つばさ号」はかみのやま温泉駅-村山駅間に限り定期乗車券利用可。
12. ↑  古川駅以西は鳴子温泉駅でのみ乗降取り扱い。新庄駅での乗降不可
13. ↑  新発田駅以北は中条駅・坂町駅・村上駅でのみ乗降取り扱い
14. ↑  宮内駅以南は直江津駅・柏崎駅でのみ乗降取り扱い
15. ↑  柏崎駅 - 吉田駅間は通過利用のみ取り扱い
16. ↑  越後滝谷駅除く
17. ↑  北上駅 - 平泉駅間はSuicaエリア外のため利用不可
18. ↑  田沢湖線・奥羽本線（在来線）特別急行列車「こまち号」の利用は、定期乗車券のみ使用可能。
19. ↑  田沢湖線・奥羽本線（在来線）特別急行列車「こまち号」は、大曲駅 - 秋田駅間は無停車のため利用不可。

### ジェイアールバス関東
ジェイアールバス関東の以下の高速路線・一般路線にSF残額で乗車可能。高速路線は共同運行他社便でも利用可（一部の臨時便、みと号の茨城交通運行便、新宿 - 本庄・伊勢崎線の群馬中央バス運行委託便を除く）
高速路線
- 新宿・東京 - 佐野線（マロニエ新宿号・東京号）
- 新宿 - 本庄・伊勢崎線
- 東京 - 石岡・水戸線（みと号）
- 東京 - 富里・多古線
- 東京 - 鹿島線（かしま号）
- 東京 - 神栖・波崎線（はさき号）
- 東京 - つくば線（つくば号）

一般路線
- 土浦支店管内（イオンモール土浦線・ひたち野うしく - つくばセンター線・あみプレミアム・アウトレット線）
- 佐野支店管内（東古河妻線・佐野市生活路線バス）
- 長野原支店管内（志賀草津高原線）
- 東関東支店管内（多古線）
- 館山支店管内
  - 宇都宮支店管内・西那須野支店管内は地域連携ICカード「totra」、白河支店管内は同じく「LOCOCA」のエリアとしてSuicaが利用可能

### ジェイアールバス東北
高速路線
- 仙台 - 古川線
- 仙台 - 盛岡線（アーバン号）

一般路線
- 青森支店管内（十和田北線「みずうみ号」、十和田東線「おいらせ号」、横内線、青森空港線）
  - 横内線、青森空港線は2022年3月12日より地域連携ICカード「AOPASS」の対象路線となった（Suicaは引き続き利用可能）。
  - 盛岡支店管内（早坂高原線・平庭高原線(白樺号)のみ）・二戸支店管内（白樺号・スワロー号のみ）は地域連携ICカード「iGUCA」のエリアとしてSuicaが利用可能。

### ジェイアールバステック
高速路線
- 東京 - 鹿島線（かしま号）

### のざわ温泉交通
一般路線
- 野沢温泉ライナー

## 相互利用

相互利用関係（クリックで拡大）

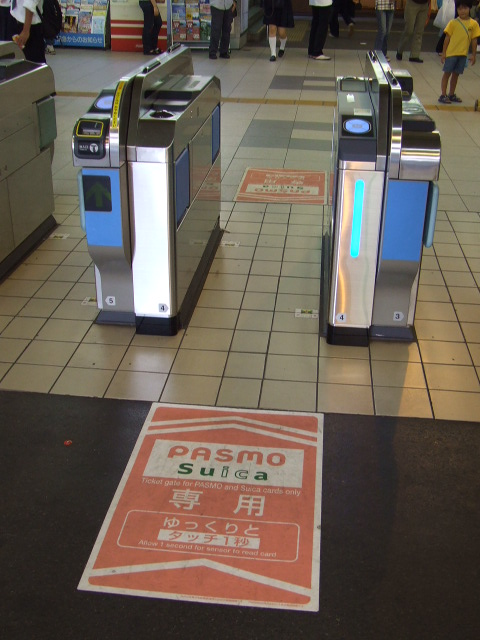
PASMO・Suica専用自動改札機（小田急江ノ島線藤沢駅）

Suicaと以下のカードを発行する事業者のエリアで相互利用・片利用が可能になっている。また、各ICカードと完全互換仕様で別名で発行されるICカード（例：nimocaに対するめじろんnimoca、でんでんnimoca、ICAS nimoca）も利用可能である（詳細は各ICカードの頁を参照）。ただし、一部事業者が発行している特割用カードは各社とも相互利用の対象外となっているほか、それ以外にも取扱いに制限がある。
凡例
◎：乗車券機能・電子マネー機能とも相互利用可能
○：乗車券機能のみ相互利用可能、電子マネーは相互利用不可
△：Suicaほか10種類のICカードは乗車券機能の利用可能、利用先のICカードは他のICカードエリアでは利用不可
×：乗車券機能・電子マネー機能とも利用不可
| カード               | 発行者                                    | 利用 可能 範囲 | 乗車運賃払い 相互利用開始 | 電子マネー 相互利用開始   | 備考・典拠          |
| -------------------- | ----------------------------------------- | -------------- | ------------------------- | ------------------------- | ------------------- |
| PASMO                | パスモ加盟各社局                          | ◎              | 2007年（平成19年）3月18日 | 2007年（平成19年）3月18日 | [ 6 ]               |
| Kitaca               | JR北海道                                  | ◎              | 2009年（平成21年）3月14日 | 2009年（平成21年）3月14日 |                     |
| TOICA                | JR東海                                    | ◎              | 2008年（平成20年）3月29日 | 2010年（平成22年）3月13日 | [備考:1]            |
| ICOCA                | JR西日本                                  | ◎              | 2004年（平成16年）8月1日  | 2008年（平成20年）3月18日 | [ 10 ]              |
| SUGOCA               | JR九州                                    | ◎              | 2010年（平成22年）3月13日 | 2010年（平成22年）3月13日 | [ PR 57 ] [ PR 58 ] |
| nimoca               | ニモカ加盟各社                            | ◎              | 2010年（平成22年）3月13日 | 2010年（平成22年）3月13日 | [ PR 57 ] [ PR 58 ] |
| はやかけん           | 福岡市交通局                              | ◎              | 2010年（平成22年）3月13日 | 2010年（平成22年）3月13日 | [ PR 57 ] [ PR 58 ] |
| PiTaPa               | スルッとKANSAI加盟各社局                  | ○              | 2013年（平成25年）3月23日 | N/A                       | [備考:2]            |
| manaca               | 名古屋交通開発機構 エムアイシー加盟各社局 | ◎              | 2013年（平成25年）3月23日 | 2013年（平成25年）3月23日 | [ PR 4 ] [ PR 60 ]  |
| りゅーと             | 新潟交通                                  | △              | 2013年（平成25年）3月23日 | N/A                       | [備考:3]            |
| LuLuCa               | 静岡鉄道                                  | △              | 2013年（平成25年）3月23日 | N/A                       | [備考:4]            |
| SAPICA               | 札幌総合情報センター加盟各社局            | △              | 2013年（平成25年）6月22日 | N/A                       | [備考:5]            |
| 熊本地域振興ICカード | 肥銀コンピュータサービス加盟各社          | ×              | 2016年（平成28年）3月23日 | N/A                       | [備考:6][備考:10]   |
| icsca                | 仙台市交通局                              | △              | 2016年（平成28年）3月26日 | N/A                       | [備考:7]            |
| emica                | 三重交通                                  | △              | 2016年（平成28年）4月1日  | N/A                       | [備考8]             |
| IruCa                | 高松琴平電気鉄道                          | △              | 2018年（平成30年）3月3日  | N/A                       | [備考9]             |
| PASPY                | 公益社団法人広島県バス協会                | △              | 2018年（平成30年）3月17日 | N/A                       | [備考9]             |
| エヌタスTカード      | 株式会社エヌタス                          | △              | 2020年（令和2年）2月16日  | N/A                       | [備考6]             |

備考
- 1. ^ TOICAとは国府津駅・熱海駅でエリアがつながっているが、両者を跨いだ利用は定期券での利用に限られる（SFでの連続利用不可）。
- 2. ^ PiTaPaは法律上クレジットカードに準ずる扱いとなっていることや、相互利用開始時までにシステムの改修が間に合わないことなどから、電子マネーサービスは利用できない。
- 3. ^ Suica新潟エリアとして利用可。臨時バスの一部便を除く[PR 67][PR 68]。運賃精算のみの取り扱いで、チャージは取り扱わないほか、りゅーとのポイントサービス、乗り継ぎ割引「のり割30」は対象外となるなど機能に一部制限がある。（乗り継ぎ割引「まち割60」は、新潟市発行の「のりかえ現金カード」を併用することで適用対象となる） また、りゅーとはエリア内であってもJRで利用できない。
- 4. ^ PiTaPaエリアとして利用可。電車・バスの各種割引サービスは対象外となるなど機能に一部制限がある。またチャージの取扱いは窓口（新静岡駅、草薙駅、新清水駅、しずてつジャストライン新静岡バスセンターの4箇所）のみに限り、電車各駅の券売機及びバス車内でのチャージは当面取り扱わない[PR 69]。
- 5. ^ Suica札幌エリアとして利用可。SAPICAのポイントサービスは対象外となるなど機能に一部制限がある。また、SAPICAの同カード非加盟事業者での利用及び電子マネーサービスの利用はできない[PR 4][PR 70][PR 71]。
- 6. ^ SUGOCAエリアとして利用可。
- 7. ^ Suica仙台エリアとして利用可。同エリア限定でicscaと相互利用可。なお、福祉割引用icscaは相互利用の対象外。
- 8. ^ PiTaPaエリアとして利用可。
- 9. ^ ICOCAエリアとして利用可。
- 10. ^ 2024年11月15日をもって取り扱いを終了し、翌16日から利用できなくなった[11]。

地域の事業者の場合、地域独自サービスと全国の相互利用を両立させることは導入費用や運用面（独自サービスの改廃の必要など）の問題があり、上記のように相互利用に制限が多かった。このため、地域のバス事業者が運行するバスの定期券や各種割引などの地域独自サービスの機能に加えて、Suica エリアおよび Suica と相互利用を行っているエリアで利用可能な乗車券や電子マネーなどのSuica サービスが1枚で利用可能な 2in1 カードとしての地域連携ICカードが開発された。Suica カードとして完全な機能があるため、Suicaとして上記の相互利用が可能。2021年3月より、栃木県で「totra」、岩手県で「Iwate Green Pass」がそれぞれサービスを開始し、2022年2月から5月にかけて、さらに関東・東北地方の5県で新たに9種類の地域連携ICカードのサービスが開始される。
| カード                                         | 発行者                                                                               | 相互利用開始             | 備考・典拠 |
| ---------------------------------------------- | ------------------------------------------------------------------------------------ | ------------------------ | ---------- |
| AOPASS（アオパス）                             | 青森市企業局交通部、青森市                                                           | 2022年（令和4年）3月5日  |            |
| AOPASS（アオパス）                             | ジェイアールバス東北                                                                 | 2022年（令和4年）3月12日 |            |
| MegoICa（メゴイカ）                            | 弘南バス                                                                             | 2023年（令和5年）2月25日 |            |
| Iwate Green Pass（イワテグリーンパス）         | 岩手県交通                                                                           | 2021年（令和3年）3月27日 |            |
| ハチカ                                         | 八戸市交通部、岩手県北自動車                                                         | 2022年（令和4年）2月26日 |            |
| Towada SkyBlue Pass（トワダスカイブルーパス）  | 十和田観光電鉄                                                                       | 2022年（令和4年）4月29日 | [備考:11]  |
| iGUCA（イグカ）                                | 岩手県北自動車                                                                       | 2022年（令和4年）2月19日 |            |
| iGUCA（イグカ）                                | ジェイアールバス東北                                                                 | 2022年（令和4年）3月12日 |            |
| odeca（オデカ）                                | 東日本旅客鉄道                                                                       | 2023年（令和5年）7月1日  | [備考:12]  |
| AkiCA（アキカ）                                | 秋田中央交通、秋田市                                                                 | 2022年（令和4年）3月26日 |            |
| Shuhoku Orange Pass（シュウホク オレンジパス） | 秋北バス                                                                             | 2022年（令和4年）3月12日 |            |
| yamako cherica（ヤマコウ チェリカ）            | 山交バス、山交ハイヤー、米沢市                                                       | 2022年（令和4年）5月14日 |            |
| shoko cherica（ショウコウ チェリカ）           | 庄内交通                                                                             | 2022年（令和4年）5月14日 |            |
| LOCOCA（ロコカ）                               | 新常磐交通、ジェイアールバス関東                                                     | 2024年（令和6年）5月18日 |            |
| nolbé（ノルべ）                                | 上信電鉄、群馬中央バス、日本中央バス、日本中央交通、群馬バス、矢島タクシー、永井運輸 | 2022年（令和4年）3月12日 |            |
| totra（トトラ）                                | 関東自動車、ジェイアールバス関東                                                     | 2021年（令和3年）3月21日 |            |
| totra（トトラ）                                | 宇都宮ライトレール                                                                   | 2023年（令和5年）8月26日 |            |

- 11. ^ ※自社でのカード発売日を記載。SuicaおよびSuicaと相互利用可能な交通系ICカードでの乗車サービスは2022年3月5日より先行して開始。
- 12. ^ ※地域連携ICカードへのリニューアル日を記載。独自カードとしては2013年8月5日開始。

## Suica電子マネー
Suicaを電子マネーとして利用するサービスは、2003年（平成15年）11月よりVIEW Suica会員限定でSuica電子マネーモニターを実施した結果、これが好評だったため、翌2004年（平成16年）3月22日より正式にSuicaショッピングサービス（後に、Suica電子マネーに改称）としてスタートした。この電子マネーサービスについても、2013年（平成25年）3月23日の交通系ICカード全国相互利用サービス開始に伴い、PiTaPaを除く全国9種類のICカードが利用できる。

### 予約制高速バス
JRバスグループをはじめとする高速バスチケット予約サービスのWebサイト「高速バスネット」では2010年（平成22年）11月24日から、チケット購入にSuicaネット決済が利用できるシステムを、当時取り扱っていた120路線のうち90路線を皮切りにサービスを開始した。
決済には、後述のSuicaインターネットサービスもしくはモバイルSuicaが利用できる。
なお、この事前予約制高速バスの利用方法は電子マネーによるネット決済で予め乗車券を購入するものであり、バス車内での精算は利用できない。ただし一部の路線・便では事前予約制の指定席と、当日精算の自由席の2種類の座席を設置している場合があり、後者では路線バスの細項で前述の通り、ICカードが利用できる場合がある。

## 機能の拡充

### クレジットカード機能の付加（他社との提携）
本カードの機能を搭載したクレジット機能付きのカードには、VIEWカードの機能にSuica定期券の機能を追加した標準のVIEW Suicaを筆頭に、駅ビル・旅行商品・航空会社などのポイント・会員管理機能とSuicaイオカードの機能を統合したダブルフェイスカード、銀行キャッシュカードとビューカード機能、Suicaイオカードを一体化したジョイントカードがある。
VIEW Suicaカードでは500円の預かり金（デポジット）は不要である。チャージ（入金）は現金のほか、クレジットカード機能を用いて現金を使わずにチャージすることも可能で、2006年（平成18年）10月1日からは自動改札機を通過する時に自動入金される「オートチャージ」サービスも開始されている。2009年（平成21年）7月27日からはインターネットに接続されたパソコンからPaSoRiを用いてチャージできる「Suicaインターネットサービス」を開始した。

### Suica付学生証・社員証
JR東日本では多様な情報を搭載できるICカードの特性を活用し、身分証明書（IDカード）にSuica機能を付加した学生証・社員証のサービスを行っている。
通常のSuicaと同様に乗車券や電子マネー、定期券として利用できるだけでなく、学校では証明書発行認証や出欠席確認、図書館システム等、企業ではビルの入退館管理、勤務実績管理等、法人ごとの独自機能を搭載することができ、電子マネーシステムによる校内・社内の物販や飲食の決済などにも活用することができる。またIDカードの管理を一括して外部へ委託することで、法人側はコスト削減などのメリットを得ることができる。
JR東日本はまず自社の本社入館証としてSuicaの実証試験を実施した上で、2005年（平成17年）11月7日、三菱電機を皮切りにSuica付社員証の提供を開始した。これは同社の本社移転に合わせて導入したもので、同社が入居する東京ビルディングの入退館管理システムに対応している。またカードフェイスには顔写真もプリントされているが、個人用に顔写真を印刷したSuicaを発行するのはこれが初めてであった。
また明治大学では2008年（平成20年）11月から、Suica付学生証の発行を開始した。学生証のサービスはその後も東京造形大学などで順次開始されている。
一方、東急電鉄ではこのサービスと同様の「PASMO機能付ICカード」のサービスを2010年（平成22年）3月から開始し、さらに2011年（平成23年）3月からはSuica付学生証・社員証とPASMO付学生証・社員証の相互提供サービスが開始され、ひとつの法人でSuica付かPASMO付のどちらかを学生・社員が自由に選択できるようになるなど、利便性が高まっている。
またキオスクやNEWDAYSなどではタイムカードとして勤務実績管理が行われている。

### Suica付キャッシュカード
ゆうちょ銀行では2009年（平成21年）4月20日から、キャッシュカードにSuica機能を搭載した「ゆうちょICキャッシュカードSuica」を発行している。
クレジット機能のないカード型Suicaとしては初の採用例で、新規入手時のデポジットは必要ない。2009年（平成21年）開始時、新規もしくは磁気カード（日本郵政公社名以前に発行されたカード）からの変更の場合、手数料は無料だが、既に使用しているICキャッシュカード（日本郵政公社時代のカードを含む）から切り替える場合は手数料が1,030円（2014年4月現在）必要となっている。またキャッシュカードに搭載されているSuica機能はMy Suicaと同じ扱いとなるため、紛失時には再発行が可能である。届け出は、Suica対応駅のみどりの窓口とゆうちょ銀行の双方に行う必要がある（後者の書類提出は、郵便局の貯金窓口でも対応可能）。新カードは、みどりの窓口への紛失届出時点での残高がチャージされた状態で届けられる。
通常のSuicaと同様、現金をチャージすれば乗車券や電子マネーとして使用できるが、定期券情報は搭載できない。またキャッシュカードの残高からSuicaへの銀行チャージはできない。
当初、Suica付キャッシュカードの申し込みを受付できるのはSuicaエリア内のゆうちょ銀行および郵便局の貯金窓口に限られていたが、2011年（平成23年）1月4日からJR東日本の営業エリアに含まれる各都県全域に拡大している。なお、同行ではICキャッシュカードとしてEdy搭載カードも発行していたが、これについては2010年（平成22年）2月26日受付分をもって発行を終了した。

### SuiPo
Suipoは、2006年（平成18年）7月から2010年（平成22年）6月まで実施された、Suicaとポスター、携帯電話の3つを組み合わせた広告システムである。
ポスターに付属するリーダにSuica、モバイルSuica、PASMOをタッチすると、事前に登録した携帯電話のメールアドレス宛てにキャンペーン情報などのメールが配信され、商品の詳細情報をWebサイトで閲覧したり、プレゼントの抽選などができるもので、2006年（平成18年）7月31日から新宿駅の松下電器（現・パナソニック）のキャンペーンより展開が開始され、翌2007年（平成19年）4月2日からは池袋駅、上野駅、東京駅、新橋駅、渋谷駅の5駅を加えた計6駅に設置箇所が拡大された。
このSuipoの情報提供システムに関する計算機間の情報転送等の技術はNECなどが特許を取得しており、特許庁は2008年（平成20年）3月7日付で「情報提供システム、広告センター、および情報提供方法」の名称で登録している（出願番号2001-094507、登録番号4089166）。
その後、表示灯が運営する駅周辺地図「Navita」と組み合わせたサービス「Navita with Suipo」も実施されたが、Suipoのサービスは2010年（平成22年）6月下旬に終了した。

### 新幹線のチケットレスサービス
JR東日本・JR東海でのモバイルSuica会員のみのサービスとして、アプリから所定の操作を行うことで、乗車時に携帯電話を、東北・北海道・山形・秋田・上越・北陸の各新幹線の自動改札機にタッチするだけのチケットレスで利用することが可能である。
なお2020年3月14日からはえきねっとおよびe5489の新サービス「新幹線eチケットサービス」が利用可能となる。こちらはモバイルSuicaの他、カードタイプのSuicaや交通系ICカード全国相互利用サービスの対象カードでも利用できる。
ほかに、JR東海の「エクスプレス予約」への入会・登録を行えば、東海道・山陽新幹線のネット予約・チケットレスサービス（EX-ICサービス）が利用できる。この場合は、モバイルSuicaをVIEWカード〈TypeIIおよび法人カードを除く〉で登録・決済しており、エクスプレス予約の決済もVIEWカードで利用する、という条件の会員が、事前にモバイルSuicaで操作し「ビュー・エクスプレス特約」へ登録するか、JR東海エクスプレスカードまたは「J-WESTカード・エクスプレス」に入会し、モバイルSuicaを乗車用の交通系ICカードに登録することが必要である。いずれの場合も、モバイルSuicaの年会費とは別に、ビュー・エクスプレス特約（VIEWカードでの決済）、またはエクスプレスカード等の年会費が別途徴収される（1,000円+消費税）。
なおJR東日本の各新幹線と、東海道・山陽新幹線（EX-ICサービス）では、予約・乗車時に行うモバイルSuicaの操作が異なる。
2017年9月30日に、東海道新幹線・山陽新幹線（東京-博多）（九州新幹線-鹿児島中央=2022年6月25日延伸予定）でSuicaなどのIC乗車カードで乗車するシステムスマートEXを導入、ただし新幹線はSFではなく、ネット予約でカード番号を登録して・クレジットカードでの決済になる。年会費無料で利用でき、EX-ICと同様(ただし、EX-IC自体は、従来通りの提供を継続)な利用方法になる。
また2018年4月1日よりJR東日本の新幹線一部区間（東京-盛岡・新潟・上越妙高・ガーラ湯沢間、盛岡-新青森・盛岡-秋田・福島-新庄の相互間）で新幹線自動改札機にタッチすることでSF残高を利用して新幹線の普通車自由席（盛岡以北は指定席の空席）に乗車できる「タッチでGo!新幹線」のサービスが開始された。このサービスはSuicaおよびSuicaと相互利用可能なICカードであれば利用可能である。

### キーレスロッカー（Suica対応ロッカー）

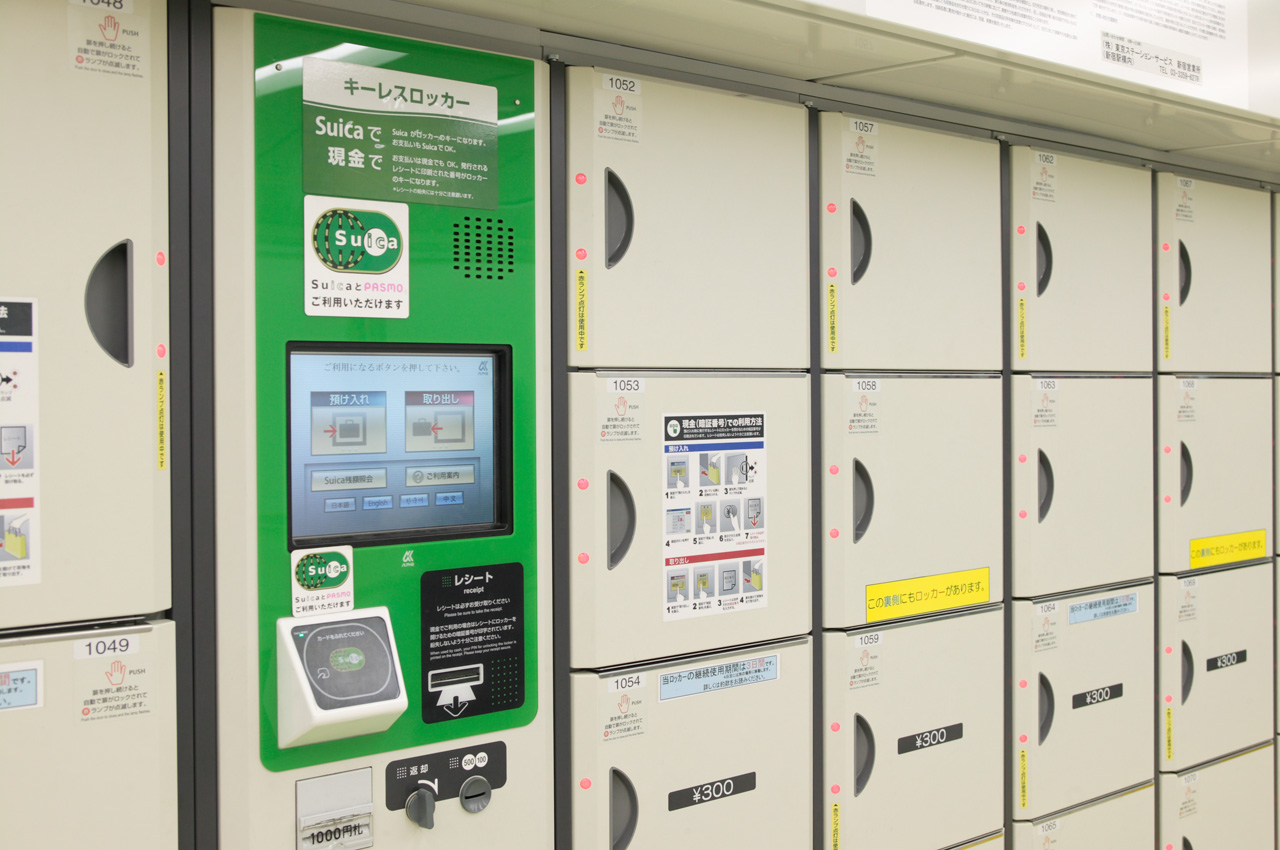
置き換えが進んでいるキーレスロッカー

首都圏主要駅を中心に、現金対応の鍵ロッカーから現金だけではなくSuica（または相互利用可能な全カード）にも対応したキーレスロッカーへの置き換えが進んでいる。操作はタッチパネルで行い、レシートも発行される。で鍵を使うときの取り出し方法と同様に、預けるときにタッチしたカードで引き出す時にタッチすると取り出せる仕組み。Suicaのみでレシートが出ない筐体もある。

### 鉄道博物館における入・退館システム
埼玉県さいたま市大宮区にある鉄道博物館では、2007年（平成19年）10月14日の開館からSuica電子マネーサービスを利用した入退館システムを導入していたが、入館ゲートの更新に伴う入館方法の変更により当サービスは2019年（令和元年）12月10日をもって終了した。
このシステムは入館時に入館チケット販売機でSuica等のICカードで入館料を決済し、入館情報をカードに登録する。ICカードをそのまま入館チケットとして使用し、改札機にタッチして入館する。また退館時には、改札機に入館時に登録したICカードをタッチして退館する。同館は入場や体験展示の予約のほとんどがICカードによる登録制となっているため、Suica等を所持していない入館者には入館券の代わりに、電子マネー非対応の貸出用入館ICカードが貸与され、退館時に有人窓口で返却する方式をとっていた。システム変更後は、券売機で現金またはSuica等を使用して入館チケットを購入し、入館ゲートで係員にチケットを見せて入館する方式に改められた。
以前と同様に館内のレストラン・ミュージアムショップ・自動販売機でもSuica等の電子マネーによる決済が利用できる。なお相互利用しているICカードのうちPiTaPaは電子マネー相互利用対象外なので、電子マネー決済の利用ができない。また、しばらく使えなかったmanacaは利用できるようになった。

### ジェフ千葉シーズンチケット
2009年（平成21年）シーズンから、JR東日本が株式を保有するJリーグ・ジェフユナイテッド市原・千葉のシーズンチケットとして使用が開始された。
シーズンシート購入者には、ジェフ千葉オリジナルのカードフェイスがプリントされた「Suica機能付ワンタッチパスICカード」と席種・席番が記載された「情報カード」が配布される。フクダ電子アリーナ開催のホームゲームでは、入場ゲートでカードリーダーにワンタッチパスをタッチして入場を認証し、入場後はシート位置のスタンド入口で係員に情報カードを提示して自席へ入場する流れとなる。このため入場の際にはワンタッチパスと情報カードの両方を携行する必要がある。なおワンタッチパスは現金をチャージすれば、通常のSuicaと同様に乗車券機能や電子マネー機能を利用できる。「シーズンチケットの価格+デポジット（500円）」で発売されるが、カードは継続使用するため、次シーズンもシーズンシートを継続購入すればデポジットは不要である。小中学生用は発売されていない。
なおJR東日本は2009年（平成21年）から、ジェフ千葉のユニフォームの背中部分スポンサーを務めており、Suicaのロゴタイプがプリントされている。2018年（平成30年）からは鎖骨部分スポンサーも併せて勤めている（表記は「JR東日本」）。

### Suicaインターネットサービス
インターネットを経由してクレジットカードから手持ちのSuicaへチャージしたり、インターネットでの物品購入にSuica決済が利用できるシステムで、2009年（平成21年）7月27日にサービスが開始された。
このサービスを利用するには利用登録が必要で、チャージ・決済にはパソコンにFeliCaポート/パソリなどのカードリーダライタを接続することが必要である。
サービスで利用できるSuicaは記名式カード（Suica付きビューカード、My Suica、Suica定期券、Suica付学生証・社員証、ゆうちょICキャッシュカードSuica）のみで、無記名式カードは利用できない。このうちMy SuicaとSuica定期券については、電子マネーマーク下に緑色の丸の記載がある2008年（平成20年）11月以降に発行されたもののみ利用可能で、それ以前に発行された旧カードでは利用できない。またモバイルSuica、モノレールSuica、りんかいSuica、相互利用を実施しているICカードでも利用できない。なお、決済に使用できるクレジットカードはビューカードのみである。
このサービスでSuicaにチャージできる金額は、1,000円以上であれば1円単位で指定可能である。また、チャージ上限の20,000円まで一度にチャージする「満タンチャージ」機能もある。
2019年（令和元年）5月、JR東日本は同サービスについて同年8月から2021年2月頃にかけて順次終了していくことを発表した。そして2021年2月9日、Suicaインターネットサービスの提供を完全に終了した。

### 日立 交通系ICカード分析情報提供サービス
日立製作所が、2013年（平成25年）7月1日より、JR東日本のSuicaの利用履歴をビッグデータ解析技術で活用し、駅エリアのマーケティング情報として企業に提供するサービス「日立 交通系ICカード分析情報提供サービス」を開始した。首都圏のJR東日本・私鉄約1800駅を対象として、Suicaの利用履歴や記名式Suicaに登録された年齢・性別から駅の利用者の性別・年代別構成、乗降時間帯などの各種利用情報を平日・休日別に集計・分析し、可視化したリポートを毎月提供する。PASMOなど相互利用カードのデータは集計・分析の対象にならない。
しかし、日立製作所側からはこのサービスが開始前に発表されたものの、JR東日本側が公式に何も発表しなかったため、国土交通省が個人情報保護法に抵触しないか事情を聞き、「事前に利用者に説明すべきだった」と注意したことが全国紙に報道された。
JR東日本では、日立への提供時にSuicaのIDを他の番号に振り直しSuicaIDとの紐づけができないようになっていること、利用者の氏名・電話番号や、電子マネーでの購買履歴を提供していないことなどから、「個人情報には該当せず、法的に問題はない」としているが、7月25日に「よくいただくお問い合わせ」として、この件に関するプレスリリースを発表し、説明が不十分だったことを謝罪し、希望者を売却対象から除外（オプトアウト）することを発表した。
その後、有識者会議を設置して今後の対応を検討し、結論が出るまでは社外へのデータ提供は行わないことを発表した。

### 駅カルテ
JR東日本は2022年5月から個人が特定されない形で首都圏を中心とした利用客が多い約600駅のデータを自治体や企業などに提供する「駅カルテ」のサービスを開始することを同年3月16日に発表した。

## 沿革
- 1994年（平成6年）2月14日 - 3月15日[5] - 第1次試験（8駅[5]・9コーナー[5]・18通路[5]）。通信速度「70kbps[5]」・マイクロ波帯（2.4 GHz）・バッテリ内蔵[PR 2]
- 1995年（平成7年）4月3日 - 10月2日[5] - 第2次試験（13駅[5]・14コーナー[5]・30通路[5]）。以下、通信速度「250kbps[5]」・超短波帯（32 MHz）・バッテリ内蔵[PR 2]
- 1997年（平成9年）4月21日 - 11月25日[5] - 第3次試験（12駅[5]・15コーナー[5]・32通路[5]）。短波帯（13.56 MHz）・バッテリレス[PR 2]
- 1999年（平成11年）
  - 5月14日 - ICカード出改札システムの2001年1月導入を発表[PR 87]
  - 10月5日 - ICカード出改札システムの名称を「Suica」に決定[PR 3]。
- 2000年（平成12年）2月25日 - 導入時期の半年 - 1年程度延期を発表[PR 88]
- 2001年（平成13年）
  - 4月8日 - 埼京線・川越線（恵比寿駅 - 大宮駅 - 川越駅間27駅）で7月8日までの3か月間、10,000人公募によるモニターテストを実施（Suica定期券8,500人・Suicaイオカード1,500人）[PR 89][PR 90][PR 2][22]
  - 9月4日 - 東京近郊区間（首都圏）のSuica導入日を2001年11月18日と公式発表[PR 91]
  - 11月18日 - 東京近郊区間（首都圏）424駅でサービス開始[PR 91][23]。Suicaデビュー記念Suicaイオカードを限定100,000枚発売[PR 91]
- 2002年（平成14年）
  - 2月8日 - 利用区間に青梅線青梅駅以西と八高線高麗川駅以北を追加[24]、計448駅に拡大[PR 92]
  - 3月22日 - 利用区間に鶴見線と南武支線川崎新町駅を追加[24]、計461駅に拡大
  - 4月21日 - 東京モノレールが「モノレールSuica」の発売を開始し、相互利用開始[25]
  - 8月1日 - 利用駅に相模線厚木駅を追加、計462駅に拡大
  - 10月 - 利用駅に八高線小川町駅を追加、計463駅に拡大
  - 12月1日 - 東京臨海高速鉄道が「りんかいSuica」の発売を開始し、相互利用開始[26]
  - 12月10日 - 利用駅に南武支線八丁畷駅と常磐緩行線綾瀬駅を追加し、計465駅に拡大。臨時駅と乗り換え改札口の一部を除きエリア内全駅対応完了
- 2003年（平成15年）
  - 7月1日 - SuicaイオカードとVIEWカード（JR東日本の発行するクレジットカード）が一体となった「VIEW Suicaカード」を発行開始[27]。
  - 10月12日 - 新幹線を利用できるSuicaFREX定期券が登場[28][29]。同時に新幹線停車駅が2駅以上含まれる従来のSuica定期券を用いて定期券範囲内での新幹線の利用（イオカード機能のチャージ金額で新幹線特急料金を差し引く）が可能に（東北・上越新幹線東京駅 - 宇都宮駅・高崎駅間[29]）。
  - 10月26日 - 仙台都市圏でのサービスを開始[29]。
- 2004年（平成16年）
  - 7月 - 既存の改札口から磁気券投入機構をなくしたSuica専用改札がJR東日本横浜支社担当の5駅に試験導入される[PR 93]。
  - 8月1日 - 西日本旅客鉄道のICOCAと相互利用開始[10]。Suica・ICOCA相互利用記念Suicaイオカードを限定50,000枚発売
  - 10月16日 - 東京近郊区間の拡大に併せて利用範囲を拡大（伊東線伊東駅・中央本線韮崎駅・上越線渋川駅・宇都宮線黒磯駅・常磐線日立駅・外房線大原駅の範囲内）。同時に宇都宮線・高崎線・湘南新宿ラインの普通列車のグリーン車にグリーン車Suicaシステムを導入[30]。横浜支社管内の全駅に導入完了。
  - 10月26日 - 発行枚数が1000万枚を突破
  - 11月18日 - 1000万枚突破記念Suicaイオカードを限定20,000枚発売
- 2005年（平成17年）
  - 2月 - Suica専用改札が新宿駅に正式導入される。
  - 11月1日 - NHK「プロジェクトX〜挑戦者たち〜」で、Suicaの開発秘話が紹介された。
  - 11月7日 - 三菱電機がSuicaと社員証が一体化した「社員証Suica」の利用を開始
- 2006年（平成18年）
  - 1月21日 - 新潟都市圏でのサービスを開始
  - 1月28日 - モバイルSuicaのサービスを開始
  - 3月18日 - 東海道線・伊東線、横須賀線、総武線（快速）（成田線・内房線・外房線直通列車を含む）および宇都宮線宇都宮駅 - 黒磯駅間にグリーン車Suicaシステムを導入
  - 12月1日 - 0時丁度を期して日本信号製の自動改札機（エリア内184駅）で「Suica定期券」「VIEW Suicaカード」「モバイルSuica」の通過を拒否する誤判定障害事故が発生した。4時38分にプログラム修正作業を完了し、5時10分までに全駅で復旧した。Suicaシステムの大規模な事故は初めてとされた[31]。
- 2007年（平成19年）
  - 3月17日 SuicaイオカードをSuicaカード（無記名式）とmySuica（記名式）の発売変更に伴いSuicaイオカードの発売終了
  - 3月18日 - PASMOのサービス開始に併せて首都圏ICカード相互利用サービスを開始[6]（PASMO導入事業者については該当項を参照のこと）。埼玉新都市交通（ニューシャトル）・仙台空港鉄道・ジェイアールバス関東でもサービス開始。My Suica（大人用・小児用）導入。SuicaイオカードをSuicaカード（無記名式）に名称変更。常磐線（日立以北を除く）にグリーン車Suicaシステムを導入。再発行手数料を1,000円から500円に値下げ。入場時の初乗り運賃相当額減算中止。Suica・PASMO相互利用記念Suicaカードを限定100,000枚をsuicaエリアの74駅で発売
  - 10月12日 - 日本信号製の自動改札機が、駅からの遠隔操作により電源が入らないというトラブルが発生したことにより、JR東日本は混乱を避けるため同社製以外のものも含め首都圏の自動改札の運用を午前6時ごろから停止した。この影響は、PASMO導入事業者においても発生した。午前7時50分ごろから、個別の自動改札機の電源を入れることで復旧が可能なことが明らかになり、午前10時ごろまですべて復旧した。約260万人の利用者に影響が及んだが、列車の運行自体は正常に行われた[32]
  - 10月16日 - ビル入退館管理システムにおけるICOCAとの相互利用開始
- 2008年（平成20年）
  - 3月15日 - 東京近郊区間・新潟近郊区間の拡大に合わせてエリアを拡大。日光線宇都宮 - 日光駅間・常磐線日立駅 - 高萩駅間・信越本線東三条駅 - 長岡駅間・弥彦線東三条駅 - 吉田駅（新潟県） - 弥彦駅間・磐越西線新津駅 - 五泉駅間・羽越本線新津駅 - 新発田駅間。PASMO事業者との連絡定期券販売区間を拡大（これにより、磁気定期券では設定されなかった新たな連絡駅も設定された）。
  - 3月18日 - ICOCA電子マネーサービスとの相互利用開始
  - 3月29日 - 東海旅客鉄道のTOICAとの相互利用を開始。Suica・TOICA・ICOCA相互利用記念Suicaカード50,000枚をSuicaエリアの64駅で発売
  - 11月4日 - 明治大学がSuicaと一体化した学生証の配布を開始
- 2009年（平成21年）
  - 3月14日 - 東京近郊区間・新潟近郊区間・仙台都市圏エリアの拡大に合わせてエリアを拡大。上越線渋川駅 - 水上駅間・信越本線高崎駅 - 横川駅間・常磐線高萩駅 - いわき駅間および山下駅 - 原ノ町駅間・総武本線成東駅 - 銚子駅間・成田線成田駅 - 松岸駅間・外房線大原駅 - 安房鴨川駅間・内房線君津駅 - 安房鴨川駅間・上越新幹線高崎駅 - 上毛高原駅間および長岡駅 - 新潟駅間・長野新幹線高崎駅 - 安中榛名駅間・東北新幹線郡山駅 - 仙台駅間・東北本線白石駅 - 矢吹駅間・磐越東線郡山駅 - 船引駅間[PR 94]。北海道旅客鉄道のKitacaとの相互利用を開始。Suica・Kitaca相互利用記念Suicaカード50,000枚をSuicaエリアの44駅で発売。常磐線エリア拡大記念Suicaカード4,000枚、仙台・福島・郡山エリア拡大記念Suicaカード4,000枚、千葉エリア拡大記念Suicaカード4,000枚、群馬エリア拡大記念Suicaカード3,000枚を当該エリアの駅で発売
  - 3月以降 - 首都圏・名古屋地区を中心に、「Suica」「QUICPay」の共用端末を順次導入
  - 7月25日 - VIEW Suicaカードを用いての、My Suica（Suica定期券、ゆうちょICキャッシュカードSuica、学生証・社員証Suica含む）へのオートチャージを開始
  - 7月27日 - 「Suicaインターネットサービス」を開始
  - 10月15日 - 発行枚数が3000万枚を突破
- 2010年（平成22年）3月13日 - TOICA電子マネーサービスとの相互利用開始[PR 95]、SUGOCA（九州旅客鉄道）・nimoca（西日本鉄道他）・はやかけん（福岡市交通局）との相互利用開始[PR 96][PR 58]。伊豆急行全線で導入[PR 97]。SUGOCA・nimoca・はやかけん相互利用記念Suicaカード30,000枚をSuicaエリアの30駅で発売。
- 2011年（平成23年）
  - 3月18日 - 全国のセブン-イレブンで使用可能になった（名古屋地区のmanaca導入店舗を除く）。
  - 5月23日 - ヤマト運輸の直営店で使用可能になった。
- 2012年（平成24年）
  - 2月1日 - 全国のすかいらーくグループ各店で使用可能になった。
  - 8月12日 - トミーウォーカー運営のPBW『サイキックハーツ』サービスインに伴い使用可能になった。
- 2013年（平成25年）
  - 3月23日 - 交通系ICカード全国相互利用サービス開始[PR 98][33]（manaca、PiTaPaは新規サービス開始）。同日、新潟交通グループのりゅーとエリア内の鉄道・路線バスにおいてSuica等のサービスを開始（片利用）。また、佐渡汽船においても両津航路（新潟港 - 両津港間）のうちカーフェリー2等・大人運賃の精算時に限りSuica等のサービスを開始（Suica電子マネーサービスとして）[PR 99]。交通系ICカード全国相互利用サービス開始記念Suicaカード30,000枚をSuicaエリア内31駅で発売。
  - 6月22日 - 札幌総合情報センターが発行し、札幌市交通局などの4事業者で共通利用するSAPICAへの片利用を開始。電子マネー利用の乗り入れは、Kitacaと双方で利用できる店舗を除き不可。
  - 7月1日 - 日立製作所が「日立 交通系ICカード分析情報提供サービス」を開始。
  - 時期不明 - スタジオYOU主催の同人誌即売会『コミックライブ』『おでかけライブ』『オンリーフェスタ』『オンリーライブ』『ナツイベ・フユイベ・カプイベ』『アイドルMIX・ヒロインMIX』『仙台・広島コミケ』のパンフレット販売ブースで使用可能になった。
- 2014年（平成26年）
  - 3月15日 - 台湾の非接触型IC乗車カード「一カー通」（I-Pass）の発行会社と業務提携についての意向書に調印した[34]。
  - 4月1日 - 東京近郊区間・新潟近郊区間・仙台近郊区間の拡大に合わせて一部の駅でSuicaのサービスを開始。また同日、消費税率の5%から8%への引き上げに伴い、Suica、PASMOエリアの管内で1円単位のIC運賃を導入。
  - 10月1日 - 吾妻線のうち中之条駅、長野原草津口駅、万座・鹿沢口駅でSuicaのサービスを開始[PR 100]。
  - 12月20日 - 東京駅開業100周年に合わせ、同駅で東京駅開業100周年記念Suicaを15,000枚限定で発売したが、前日にあたる12月19日から駅前に想定を上回る9000人以上が押し寄せ混乱したため、約8000枚を売った時点で発売中止となった[35]。
- 2015年（平成27年）
  - 1月28日-2月9日 - 前年12月20日に発売が中断された東京駅開業100周年記念Suicaをインターネットと郵送での申し込みで受付。期間内の申込者全員に販売。最終的に申込受付は226.5万件、499.1万枚にのぼった。抽選で対象者を選び10万枚を2014年度（平成26年度）内に発送し、残りは再度発送時期を抽選によって決定し、2015年（平成27年）6月から2016年度（平成28年度内）3月に発送[PR 101][PR 102]。
  - 3月14日
    - 富士急行線でSuicaのサービスを開始[PR 45]。
    - 気仙沼線・大船渡線BRTでサービス開始[PR 103]。気仙沼線・大船渡線BRT用のICカードodecaへの片利用の形をとる。

  - 8月1日 - JRバス関東の古河線および志賀高原草津線でサービス開始[PR 104][PR 105]。
  - 8月16日 - トミーウォーカー運営のPBW『ケルベロスブレイド』サービスインに伴い追加。
  - 9月1日 - JRバス関東の多古線でサービス開始[PR 106]。
- 2016年（平成28年）
  - 3月26日 - 仙台市交通局が発行するicscaとの仙台都市圏相互利用サービスを開始(新幹線、電子マネー非対応)[PR 62]。北陸新幹線・安中榛名駅 - 上越妙高駅と東北新幹線・仙台駅 - 古川駅間、陸羽東線・北浦駅と陸前谷地駅でSuicaのサービスを開始。古川駅でSuica及びSuica定期券の発売、払い戻し、再発行サービスなど、全てのSuicaサービスが開始[PR 107]。
  - 10月25日 - 「Apple PayのSuica」がサービス開始。
- 2017年（平成29年）4月1日 - 韮崎 - 松本間の全駅（辰野駅経由は除く）及び郡山 - 郡山富田間でSuicaのサービスが開始。同時に松本、塩尻、岡谷、下諏訪、上諏訪、茅野、富士見、小淵沢、長坂、宮内の各駅でタッチ&ゴーによる乗車に加えて、Suica及びSuica定期券の発売や払いもどし、再発行サービス等、全てのSuica サービスが開始[PR 108]。八王子支社管内の全駅に導入完了。
- 2018年（平成30年）
  - 4月1日 - 全国相互利用対象ICカードの10種類(Suica、PASMO、Kitaca、TOICA、manaca、ICOCA、PiTaPa、SUGOCA、nimoca、はやかけん)のみで新幹線の普通車自由席を利用できる新サービス「タッチでGo!新幹線」を東北新幹線：東京 - 那須塩原間、上越新幹線：東京 - 上毛高原間、北陸新幹線：東京 - 安中榛名間で導入。
  - 5月24日 - Google Pay版Suicaのサービス開始。
  - 8月1日 - みずほ銀行と提携した「Mizuho Suica」のサービス開始[PR 109]。
  - 12月14日 - トミーウォーカー運営のPBW『第六猟兵』サービスインに伴い追加。
- 2019年（平成31年・令和元年）
  - 3月1日 - ジェイアールバス東北の高速バス仙台 - 古川線でサービス開始（Suica仙台エリアに含まれず、icscaは使用不可）[PR 110]。
  - 9月1日 - 定期券を搭載していないカード型Suicaに一部の周遊型特別企画乗車券を搭載できるサービスを開始[PR 111]。対象は「のんびりホリデーSuicaパス」（休日おでかけパスのSuica版だが一部エリアが異なる）、「都区内パス」、「ヨコハマ・みなとみらいパス」、「鎌倉・江ノ島パス」。また、同日から訪日外国人向けにデポジットなし・チャージ残額の払い戻し無しの「Welcome Suica」を一部の駅にて発売。
  - 11月30日 ‐ 相鉄新横浜線との相互直通運転開始と同時に東海道貨物線（相鉄・JR直通線）鶴見駅（旅客案内上は武蔵小杉駅） - 羽沢横浜国大駅間でSuicaサービス開始。
  - 12月11日 - 鉄道博物館の入館方法変更に伴い、鉄道博物館の入館証機能サービスを終了[15]。
- 2020年（令和2年）
  - 3月10日 - 沖縄都市モノレール線（ゆいレール）でサービスを開始[PR 51][36][37][38][39]。
  - 3月14日
    - 鹿島線全線にSuicaエリアを拡大[PR 112][40]。
    - 常磐線いわき駅 - 浪江駅間をSuica首都圏エリアに、小高駅 - 原ノ町駅間をSuica仙台エリアに拡大[PR 113][41](桃内駅は未導入)。
    - 南武線小田栄駅及び両毛線あしかがフラワーパーク駅の本設化（隣接駅間営業キロの設定）に伴い、小田栄駅 - 川崎新町駅間・あしかがフラワーパーク駅 - 富田駅間のSuica利用が可能となる[PR 114][PR 115]。
    - 新幹線の新しいチケットレスサービスの新幹線eチケットサービスサービス開始[14]。
    - 周遊型特別企画乗車券のカード型Suica搭載サービスに新たに「東京フリーきっぷ」を追加[PR 116]。

  - 3月31日 - 周遊型特別企画乗車券「鎌倉・江ノ島パス」の発売終了に伴い、同パスのカード型Suica搭載サービスも同日で終了[PR 117]。
  - 5月25日 - 楽天ペイと提携して、専用アプリ内でSuicaの発行やチャージが出来るようになった[PR 118][PR 119]。
  - 7月15日 - プロ野球・東北楽天ゴールデンイーグルスの本拠地である楽天生命パーク宮城内の各売店など（一部を除く）の決済サービスとしてSuicaを導入[注 17][44]。
- 2021年（令和3年）
  - 3月13日
    - JR東海のTOICAエリアが熱海駅・国府津駅まで拡大しSuicaエリアと接続するのを機に、SuicaエリアとTOICAエリアをまたがった在来線IC定期券の発売を開始（ただし、エリアをまたがったSF残高での利用は引き続き不可とする）。同時に、Suicaに並行する区間の新幹線定期券「FREX」「FREXパル」をSuicaで販売すると共に、東海道新幹線についてはTOICAエリアでのみで行っている在来線IC定期券による「新幹線乗車サービス」を東京駅 - 新岩国駅間まで拡充[PR 123]。
    - 「タッチでGo!新幹線」の利用可能エリアをJR東日本管内の新幹線全区間（東北・上越・秋田・山形新幹線の全線と北陸新幹線 東京駅 - 上越妙高駅間）に拡張[PR 124]。
    - IC入場サービス「タッチでエキナカ」を開始[PR 26]。

  - 3月21日 - Suicaと地域交通系ICカードの機能を一体化した地域連携ICカード「totra」を関東自動車、ジェイアールバス関東の一部路線に導入。将来的には、宇都宮ライトレールに導入予定[PR 125][45]。
  - 3月27日
    - ジェイアールバス東北青森支店の管轄路線（青森空港線・横内線・みずうみ号・おいらせ号）でのサービスを開始[PR 53]。
    - 岩手県交通が地域連携ICカード「Iwate Green Pass」を導入[PR 126][46]。

  - 10月25日 - この日をもって、伊豆急行におけるJR東日本発行のSuicaカード（無記名式）の発売を終了[PR 11]。
- 2022年（令和4年）
  - 2月19日 - 9時から、岩手県北自動車（岩手県北バス）が地域連携ICカード「iGUCA」を導入[PR 54]。
  - 2月26日 - 八戸市交通部及び岩手県北自動車、南部バスに地域連携ICカード「ハチカ」導入。
  - 3月5日 - 青森市交通部（青森市営バス）及び青森市市バスと「ねぷたん号」（青森観光バスが運行）に地域連携ICカード「AOPASS」導入。
  - 3月12日
    - 群馬県内バス事業者7社が運行する64のバス路線において地域連携ICカード「nolbé」ノルベ導入
    - 秋田県の秋北バスが地域連携ICカード Shuhoku Orange Pass/シュウホク オレンジパスを導入

  - 3月26日 - 秋田市の秋田中央交通株式会社が地域連携ICカード AkiCA（アキカ）導入
  - 4月29日 - 青森県内の十和田観光電鉄が「Towada　SkyBlue　Pass」（十和田スカイブルーパス）導入
  - 5月14日 - 山形県内の山交バス株式会社、庄内交通株式会社が地域連携ICカード「cherica（チェリカ）」導入
- 2023年（令和5年）
  - 2月25日 - 青森県内の弘南バスが地域連携ICカードMegoICaを導入。
  - 3月18日 - 障害者用Suica・PASMOサービスの開始[注 18]。
  - 5月27日 - 青森県・秋田県・岩手県の一部路線でサービス開始[PR 127][PR 128]。
  - 6月8日 - 半導体不足の影響により、5月27日に導入された青森県・秋田県・岩手県を除いて、無記名式Suicaカードの発売を休止[PR 7][注 19]。
  - 7月1日 -  気仙沼線・大船渡線BRTの「odeca」が地域連携ICカードへリニューアル。
  - 8月2日 - 半導体不足の影響により、5月27日に導入された青森県・秋田県・岩手県を除いて、記名式Suicaカードの発売を休止[PR 9][注 20]。
- 2024年（令和6年）
  - 3月16日 - 奥羽本線（山形線）・かみのやま温泉駅 - 村山駅間と左沢線・北山形駅 - 寒河江駅間でサービスを開始[PR 129]。山形駅でSuicaおよびSuica定期券の発売、払い戻し、再発行などすべてSuicaサービスを開始。
  - 5月18日 - 福島県内の新常磐交通で地域連携ICカードLOCOCAを導入。
  - 9月1日 - 半導体の供給が回復し、継続して供給できる見込みが立ったことを受け、記名式Suicaカードの発売を再開[PR 12][注 21]。また、青森県・秋田県・岩手県および山形県の各エリアで無記名式Suicaカードの発売を休止[PR 12]。
- 2025年（令和7年）
  - 3月1日 - カード調達計画が固まり、継続して供給できる見込みが立ったことを受け、無記名式Suicaカードの発売を再開[PR 13][注 21]。同日、長野都市圏のKURURUが地域連携ICカードにリニューアル。
  - 3月15日 - 東京モノレールが「モノレールSuica」の発売を前日の3月14日をもって終了し「Suica」に移行[PR 8][注 22]。篠ノ井線・松本駅 - 篠ノ井駅間と信越本線の篠ノ井駅 - 長野駅間、大糸線の松本駅 - 穂高駅間でサービス開始[PR 130][PR 131][47]。
  - 4月1日 - JRバス関東の館山支店管内でサービス開始。

### 今後の予定
将来的にJR東日本の全路線でSuicaを使えるようにすることを念頭に磁気券のIC化を行い、Suicaの東日本管内全国展開を目指すとしている。2023年5月27日からセンターサーバー方式により青森県・秋田県・岩手県の一部路線でSuicaを導入したが、首都圏・仙台・新潟エリアおいても従来方式との併用の上導入し、2026年度中に完全移行予定。完全移行後はJR東日本管内のSuicaエリアの統合などを計画していることも発表されている。
さらにJR東日本は2034年までに、電子マネーの送受信や改札にタッチせずに通過できる「ウォークスルー改札」などの機能の実現を図り、更に将来的にはクレジットカードや銀行口座とSuicaをひも付け、事前にチャージすることなく利用できる後払い方式に対応する。また、マイナンバーカードとの連携により、給付金の受け取りといった行政サービスでも利用できるようにするなど、Suicaのデジタルプラットフォーム化を目指すとしている。

#### エリアの拡大
以下のエリアでSuicaが導入予定であることが公式発表されている。
JR東日本
- 大糸線 穂高駅 - 白馬駅間（穂高駅以南・信濃大町駅・白馬駅相互利用に限る。2026年春以降）

しなの鉄道
- しなの鉄道線・北しなの線 全線全駅（2026年3月目標）

## テレビ番組
- 日経スペシャル ガイアの夜明け 駅を創る ～変貌する巨大鉄道会社～（2005年10月11日、テレビ東京）[53]。- 「スイカ」対「エディ」を取材。